# Английский сад (Мюнхен)
Англи́йский сад (нем. Englischer Garten), также Англи́йский парк, в Мюнхене — один из крупнейших городских парков в мире, его общая площадь — 4,17 км², протяжённость — приблизительно 5,5 км от центра Мюнхена до его северной окраины. Парк был создан в 1792 году садовым архитектором Фридрихом Людвигом Шкелем и получил своё название в честь применённого при его проектировании архитектурного стиля английского ландшафтного парка, который, в противоположность помпезному и симметричному французскому парку, стремится к максимальной естественности композиции, отдавая предпочтение пейзажному стилю перед регулярным. Парк является одним из первых народных парков (то есть доступных для всех желающих) в современной Европе.
По площади Английский сад в Мюнхене превосходит знаменитые Центральный парк в Нью-Йорке и Гайд-парк в Лондоне. Он является излюбленным местом отдыха как мюнхенцев, так и многочисленных туристов. Размер парка, его достопримечательности (Китайская башня, Моноптер), пивные сады, атмосфера отдыха, а также поляны, на которых разрешено загорать нудистам, сделали Английский парк известным во всём мире.

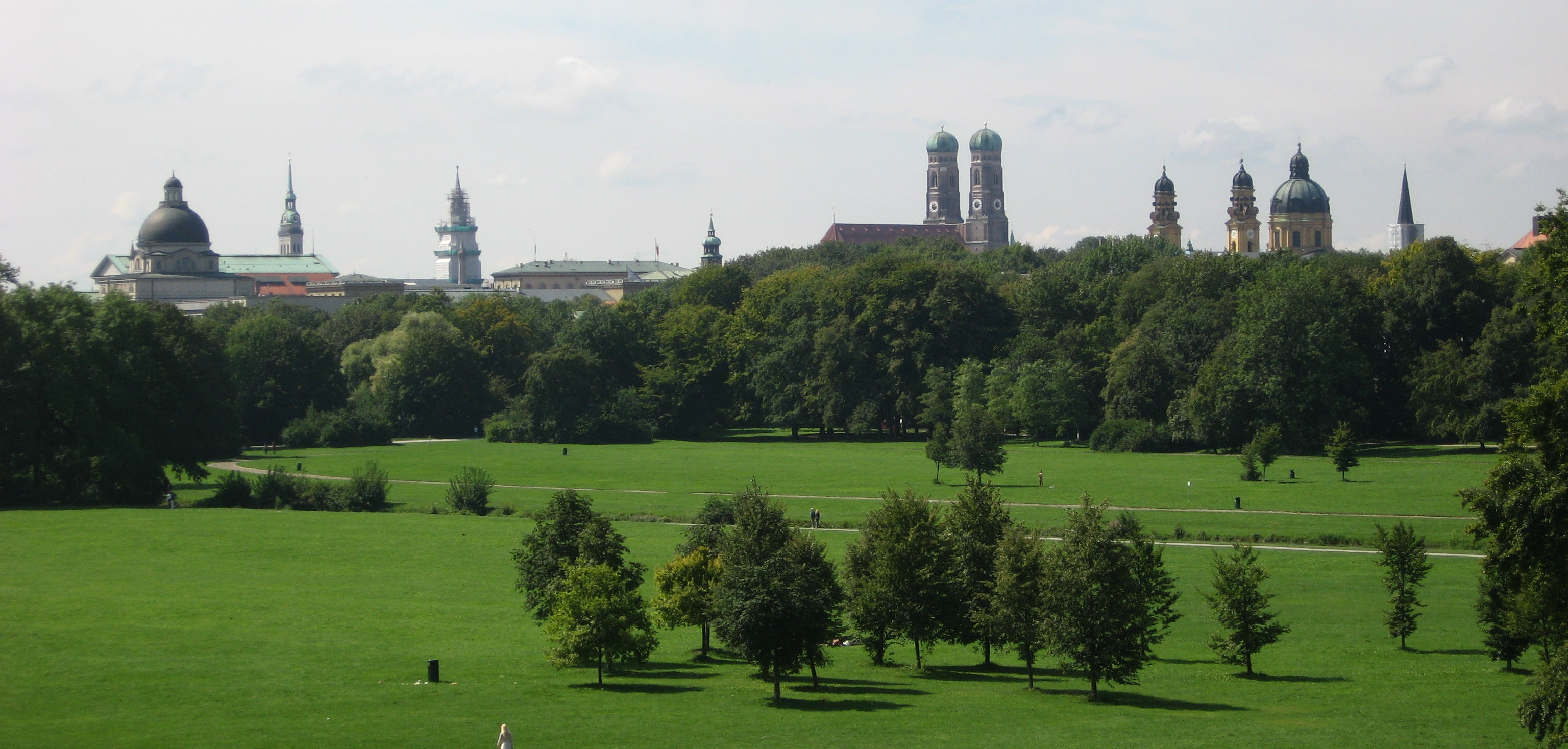
Вид с Моноптера. Видны многие мюнхенские достопримечательности: слева направо: Баварская государственная канцелярия, Альтер Петер, Новая ратуша, Резиденция, Фрауэнкирхе, Театинеркирхе

## Расположение

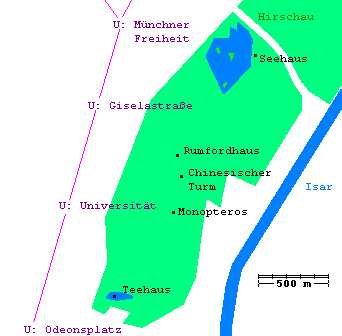
План южной части парка

Английский парк начинается в самом центре Мюнхена, возле баварской Государственной канцелярии и Дома искусства, и тянется полосой шириной до 1 км на север вдоль Изара параллельно Людвигштрассе, Леопольдштрассе и Унгерерштрассе. Городской автобан Среднее кольцо (нем. Mittlere Ring) разделяет парк на две части: южную и северную (Хиршау), соединённые между собой пешеходным мостом. На севере парк заканчивается возле Студенческого городка. В то время как в южной части парка в жаркий летний день может находиться одновременно до 60 тысяч человек (а в случае очень хорошей погоды, до 120 тысяч) (население среднего немецкого города), северная часть сохраняет характер тихого и уютного городского леса.

## История

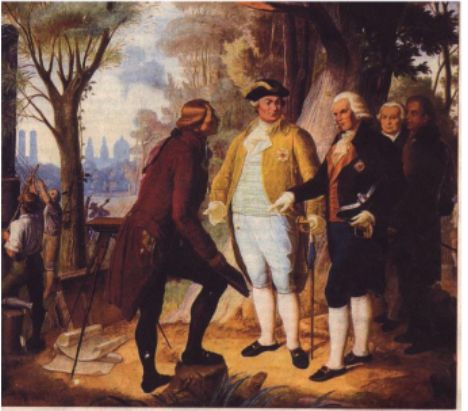
Фридрих Людвиг Шкелль (слева) представляет свои планы Английского парка курфюрсту Карлу Теодору и графу фон Румфорду

Парк был создан в 1792 году садовым архитектором Фридрихом Людвигом Шкелем (нем. Friedrich Ludwig Sckell) по заданию курфюрста Баварии Карла Теодора, который распорядился, чтобы при каждом гарнизонном городе были созданы военные сады. Сады должны были давать солдатам практику в сельскохозяйственных работах, а также служить местом для отдыха. К тому же, этими садами разрешалось пользоваться и остальным категориям населения. Сад должен был быть создан на месте современной Шёнфельдвизе (нем. Schönfeldwiese), в юго-западной части современного парка. В июле 1789 года началось создание сада. Однако уже через месяц Карл Теодор издал указ о превращении сада в первый европейский народный парк. В 1792 году парк, изначально названный Парк Теодора, был открыт для населения Мюнхена, насчитывавшего в то время сорок тысяч человек. Однако название Парк Теодора не прижилось, и Английский парк стали именовать его описательным названием, сохранившимся до наших дней.
В 1799 году парк был значительно расширен с присоединением к нему Хиршау. В 1800 году к парку присоединили и участки, отданные раньше под военные сады. Создатель парка парковый архитектор фон Шкелль был назначен интендантом парка в 1804 году и оставался в этой должности до своей смерти в 1823 году. В честь его вклада в создание и благоустройство Английского парка фон Шкеллю был установлен памятник в центре парка у озера Клейнхессенлоэ.
Уже при Фридрихе Людвиге Шкеле парк приобрёл свою современную форму. Единственным серьёзным дополнением с тех пор было создание холма для Моноптера его племянником Карлом Августом Шкеллем, который сменил его на посту директора парка. Строительство холма и Моноптера велось с 1832 по 1837 год, архитектором Моноптера выступил Леон фон Кленце.
В двадцатом веке территория парка была расширена почти на треть, прежде всего за счёт добавления к нему 30 гектаров бывшей территории локомотивного завода Маффая и 67 гектаров бывшего леса Хиршау (нем. Hirschau forst).
Во время Второй мировой войны бомбардировки повредили Моноптер и разрушили Китайскую башню. 93 тысячи кубометров щебня были свалены в Хиршау. Территория была расчищена только в 1953 году, когда на этом месте были построены спортивные площадки для школ.
В 1963 году чуть севернее озера Кляйнхэссенлоэ был построен участок городского кольцевого автобана под названием Isarring, разделивший парк на две части: северную (Хиршау) и южную, которые соединены теперь пешеходным мостом и несколькими туннелями.
Парк несколько раз становился жертвой природных катаклизмов: так, многие деревья были повалены ураганами в 1964, 1988 и 1990 годах. Голландская болезнь вяза уничтожила все вязы в парке. Эти потери были компенсированы акцией пожертвования деревьев, организованной мюнхенской газетой Abendzeitung, которая проводилась в 1989 и 1990 годах в связи с 200-летием парка. Во время акции было посажено более 1500 деревьев, в том числе 1000 вязов, устойчивых к голландской болезни вязов.

## Статистика

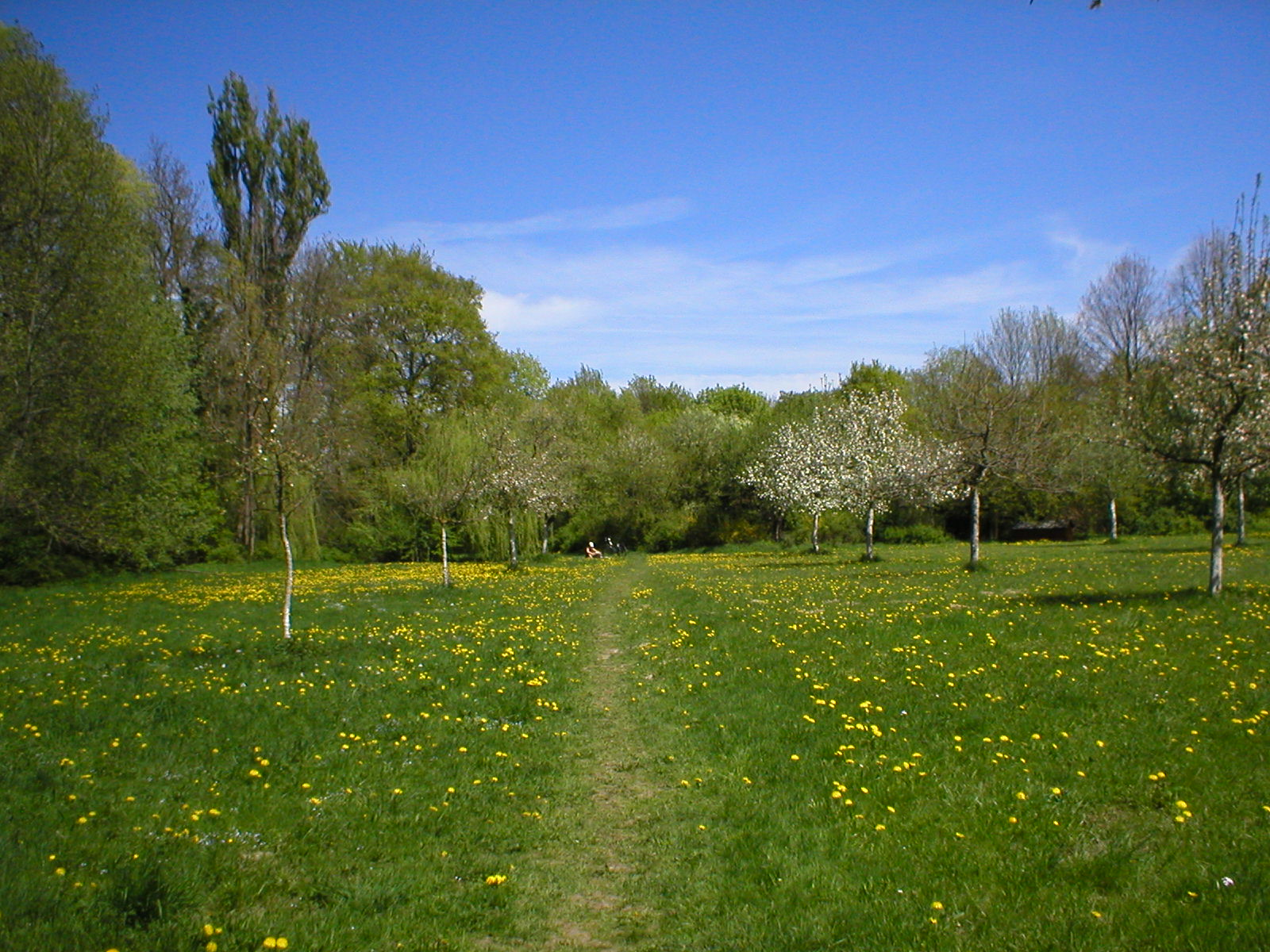
Одна из полян в Хиршау весной

По информации Баварского управления замков, парков и озёр:
- Площадь: 4,17 км², из них:
  - Деревья и кустарники: 1,3 км²
  - Поляны: 1,86 км²
  - Водоёмы: 0,16 км²
- Протяжённость с юга на север: 5,5 км
- Общая длина дорожек в парке: 78 км
  - Из них для лошадей: 12 км
- Длина ручьёв: 8,5 км
- Мостов и кладок: более 100
- Видов гнездящихся птиц: более 50
- Количество работников, обслуживающих парк: 60
- Годовые затраты на содержание парка: 2,7 миллионов евро
- Количество посетителей в год: 3,5 миллиона человек
- Масса убираемого за год мусора: 70 тонн

## Водоёмы
При проектировании парка садовым архитектором фон Шкелем была создана разветвлённая сеть ручьёв, а также несколько озёр. Все водоёмы в парке являются продолжением подземной системы ручьёв в Мюнхене, питающихся от Изара.

### Айсбах

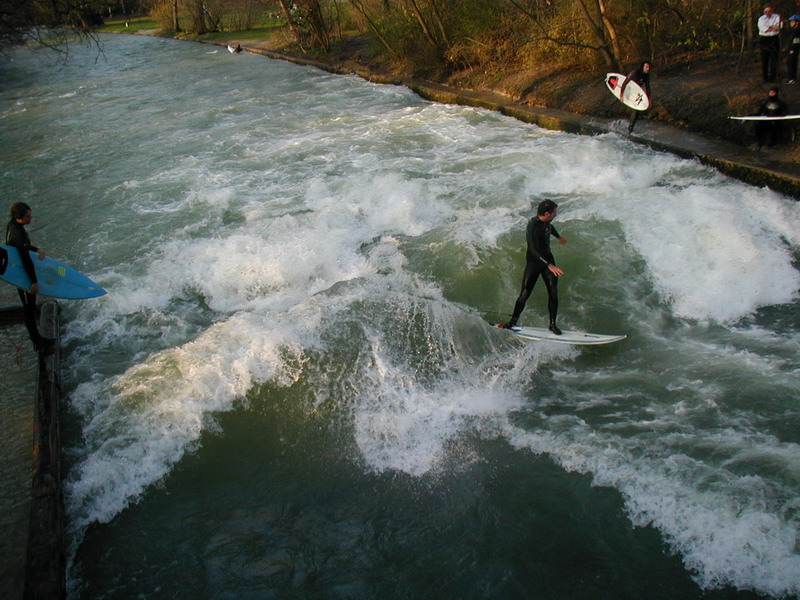
Стоящая волна на Айсбахе

Айсбах (нем. Eisbach), самый полноводный ручей в Английском парке. Начинается возле Дома Искусства, где образует знаменитую стоящую волну, привлекающую любителей сёрфинга со всего мира. Истоком является подземная сеть ручьёв Мюнхена, питающаяся от Изара. Айсбах впадает в Изар в северной части парка (Хиршау). От него ответвляется Оберстегермейстербах, питающий озеро Клейнхессенлое.
Сёрфинг на Айсбахе, долгие годы толерировавшийся городскими властями, но по сути бывший нелегальным, был официально разрешён с 18 июня 2010 года. Этого удалось достигнуть благодаря передаче участка Айсбаха, где находится стоящая волна, и земли вокруг него из юрисдикции земли Бавария в юрисдикцию Мюнхена. Ответственность за возможные несчастные случаи несут сами спортсмены, сёрфинг разрешён на свой страх и риск. В день, когда сёрфинг был официально разрешён, среди зрителей присутствовал и бургомистр Мюнхена Кристиан Уде.

### Швабингер-бах

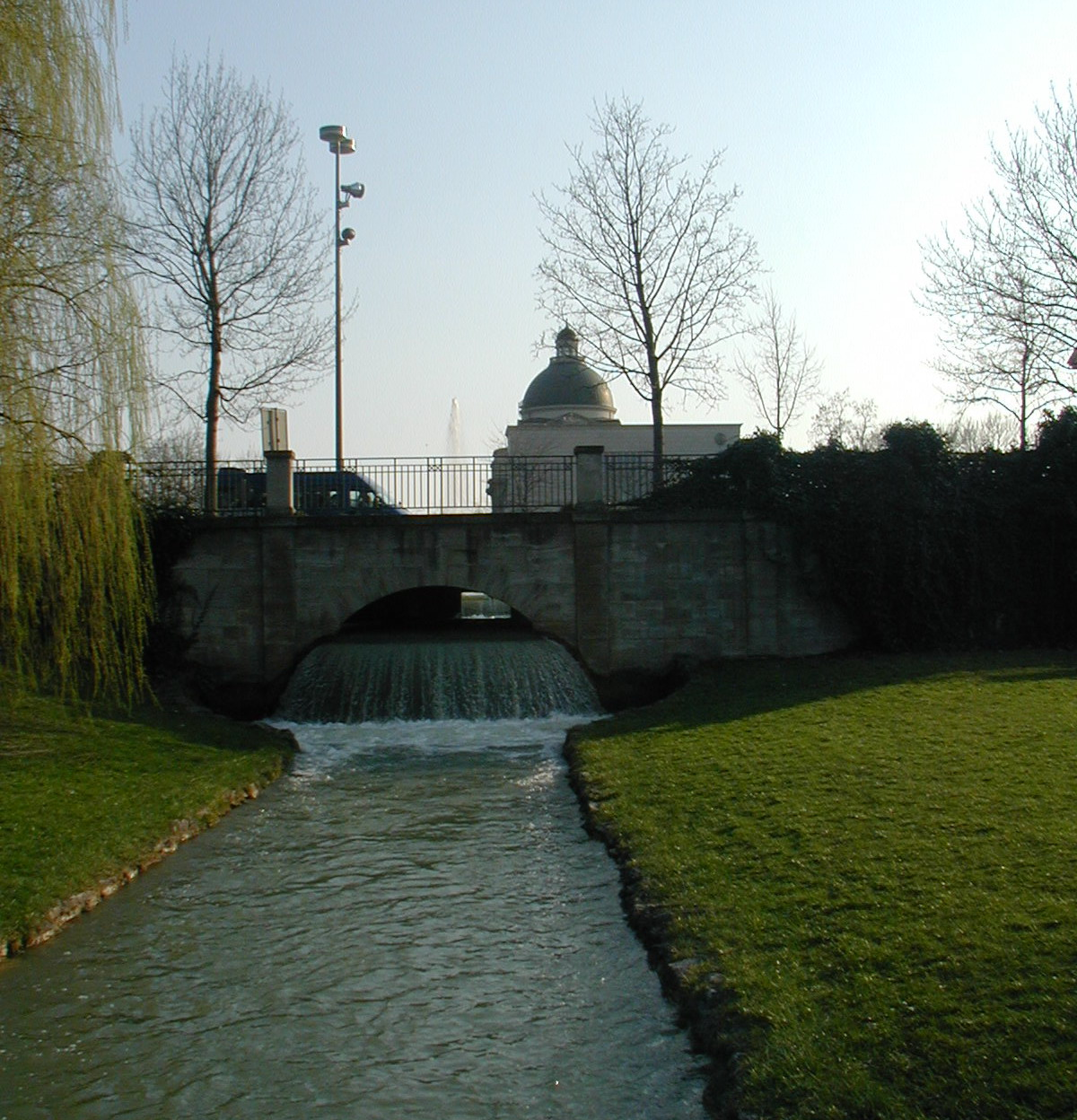
Швабингербах у входа в Английский парк

Швабингер-бах (нем. Schwabinger Bach) — ручей в Английском парке, начинающийся в самой южной его части, близ Дома искусства, где он пересекается с Айсбахом. Начало ручья в Английском парке образует водопад высотой 1 метр и шириной 15 метров, построенный в 1814/15 годах. Питание осуществляется водой из Изара. Возле северной оконечности парка от него ответвляется Мюльбах. В районе Гархинга впадает в Изар. Название ручья происходит от одного из районов Мюнхена — Швабинга. На берегах ручья расположены живописные поляны, на некоторых из которых разрешено загорать нудистам. По состоянию на октябрь 2010 года, таких полян две: Шёнфельдервизе в южной части парка и Швабингская бухта в северной части парка.

### Оберстъегермайстербах
Оберстъегермайстербах (нем. Oberstjägermeisterbach) — ручей, ответвляющийся в районе бывшего здания Радио Свобода от Айсбаха. Оберстегермейстербах протекает параллельно Швабингербаху по центральной оси парка. Ручей питает озеро Клейнхессенлое. В Хиршау ручей образует несколько живописных прудов, после чего впадает в Швабингербах в северной оконечности парка. Средний сброс воды в ручье составляет 1 м³/с. Ширина ручья варьирует от 4 до 7 метров, что влияет и на глубину, и на скорость течения. По пути течения ручья устроены семь порогов, на некоторых из которых глубина ручья достигает 80 сантиметров, а течение сильно замедляется. На первом таком пороге от ручья ответвляется короткий ручей Зеебах, питающий Кляйнхессенлое. Оберстъегермайстербах, имеющий в этом месте ширину 6 метров, очень сильно замедляет своё течение на этом пороге. В районе Каменной скамьи от ручья ответвляется короткий ручей Энтенбах, огибающий на западе Каменную скамью. По берегам ручья во всём его течении растут разнообразные лиственные деревья.

### Озеро Клейнхессенлое

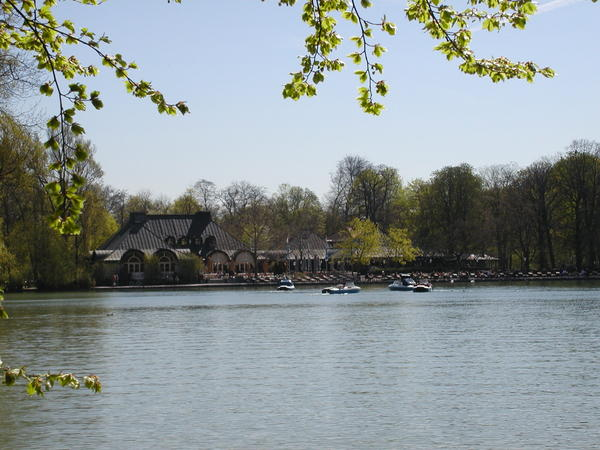
Озеро Клейнхессенлое и пивной сад Зеехаус

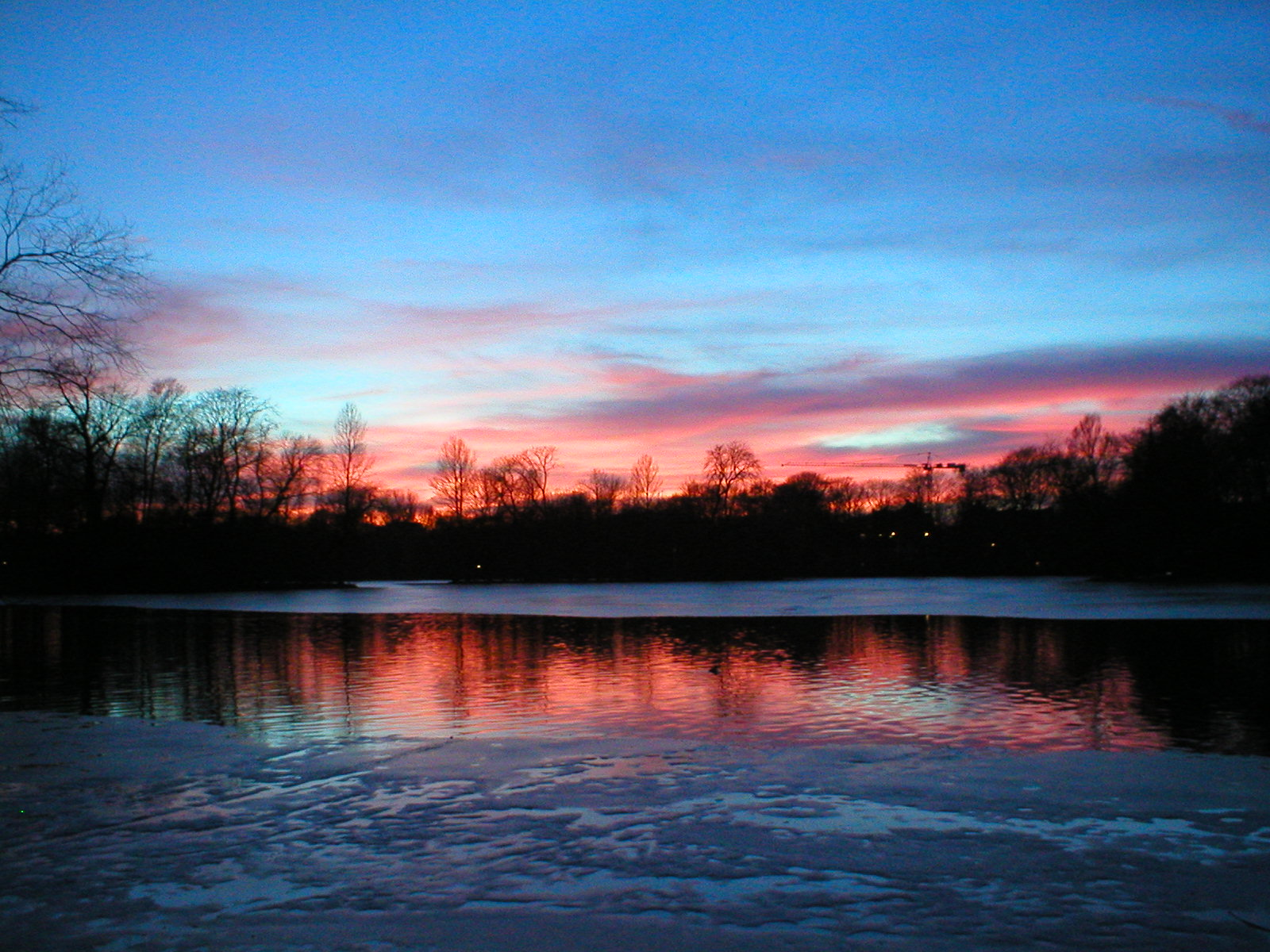
Озеро Клейнхессенлое зимой

Озеро Клейнхессенлое (нем. Kleinhesseloher See) — озеро в Английском парке, расположенное на границе северной и южной части парка. Озеро было создано в 1800 году между на тот момент бывшим селом, а ныне районом Мюнхена Швабингом и на тот момент северной границей парка с воротами в Хиршау. Между 1807 и 1812 годами площадь озера была увеличена в полтора раза до нынешних размеров. Его нынешняя площадь составляет 86 410 м². Питание осуществляется от ручья Оберстъегермайстербах. Озеро очень богато питательными веществами и рыбой (карпами, карасями, щуками), которую раз в год вылавливают имеющие соответствующее разрешение рыбаки.
На территории озера есть три острова:
- Königininsel (2720 м²);
- Kurfürsteninsel (1260 м²);
- Regenteninsel (640 м²).[17]

На берегу озера расположен пивной сад Зеехаус. После создания озера на его берегу была построена импровизированная будка для продажи пива рабочим парка. Постепенно она расширялась и стала продавать также молоко и холодные блюда, став популярным местом для отдыха среди гуляющих в парке.

## Достопримечательности

### Южная часть
В южной части парка, созданной в конце восемнадцатого века, расположено большинство исторических достопримечательностей парка.

#### Китайская башня

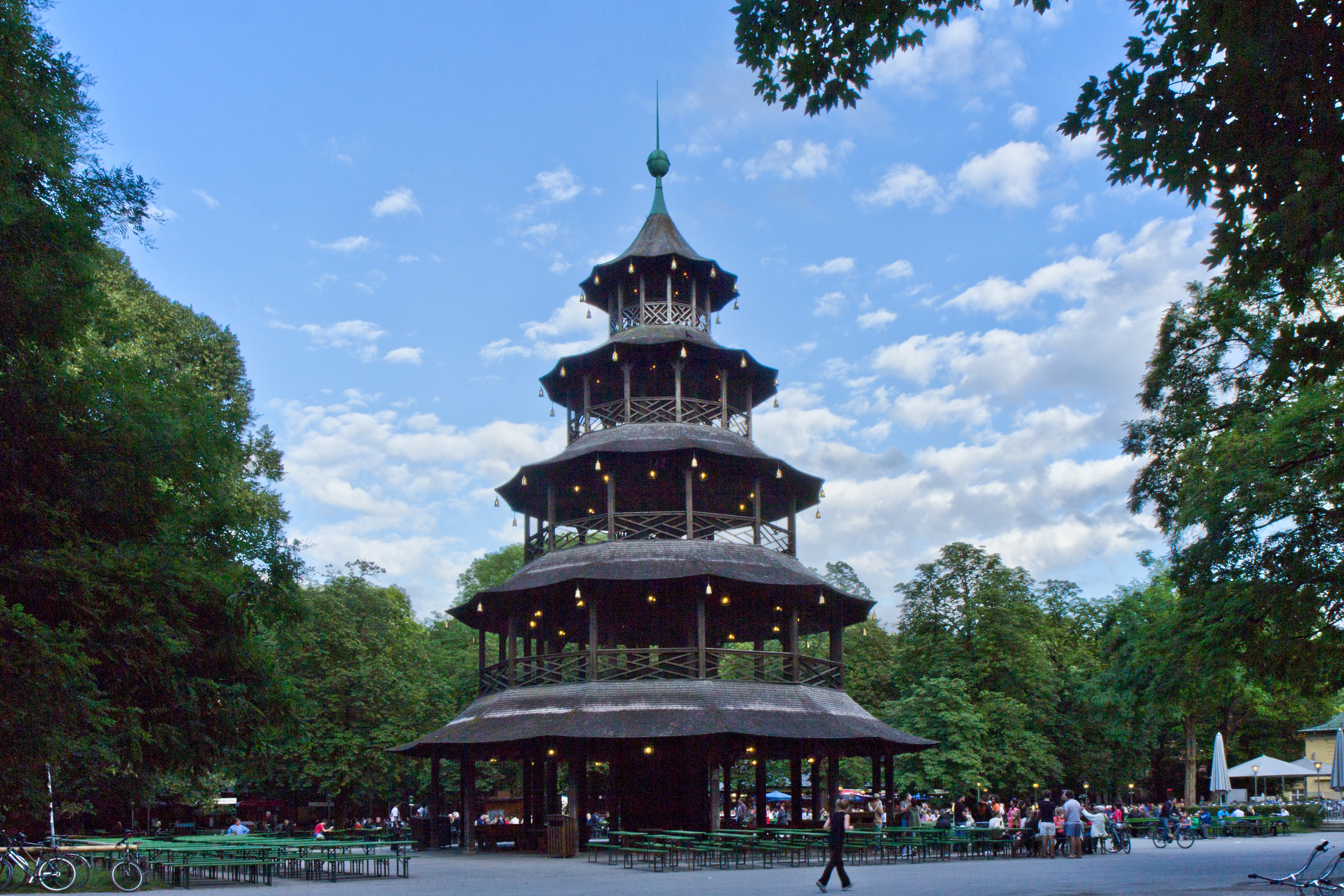
Китайская башня

Китайская башня (нем. Chinesischer Turm) — 25-метровое сооружение-фолли, построенное в 1789/1790 годах по чертежам Йозефа Фрея архитектором Йоханом Баптистом Лехнером. В качестве образца была использована в два раза более высокая Большая Пагода в лондонском королевском парке, для которой, в свою очередь, послужила примером фарфоровая пагода в саду китайского императора. В июле 1944 года Китайская башня сгорела в результате бомбардировок. В 1952 году она была восстановлена максимально приближённо к оригиналу. Возле Китайской башни расположен второй по размеру пивной сад в Мюнхене. В нём могут разместиться 7000 человек. Подаваемое пиво поставляется пивоварней Hofbräu.

#### Моноптер

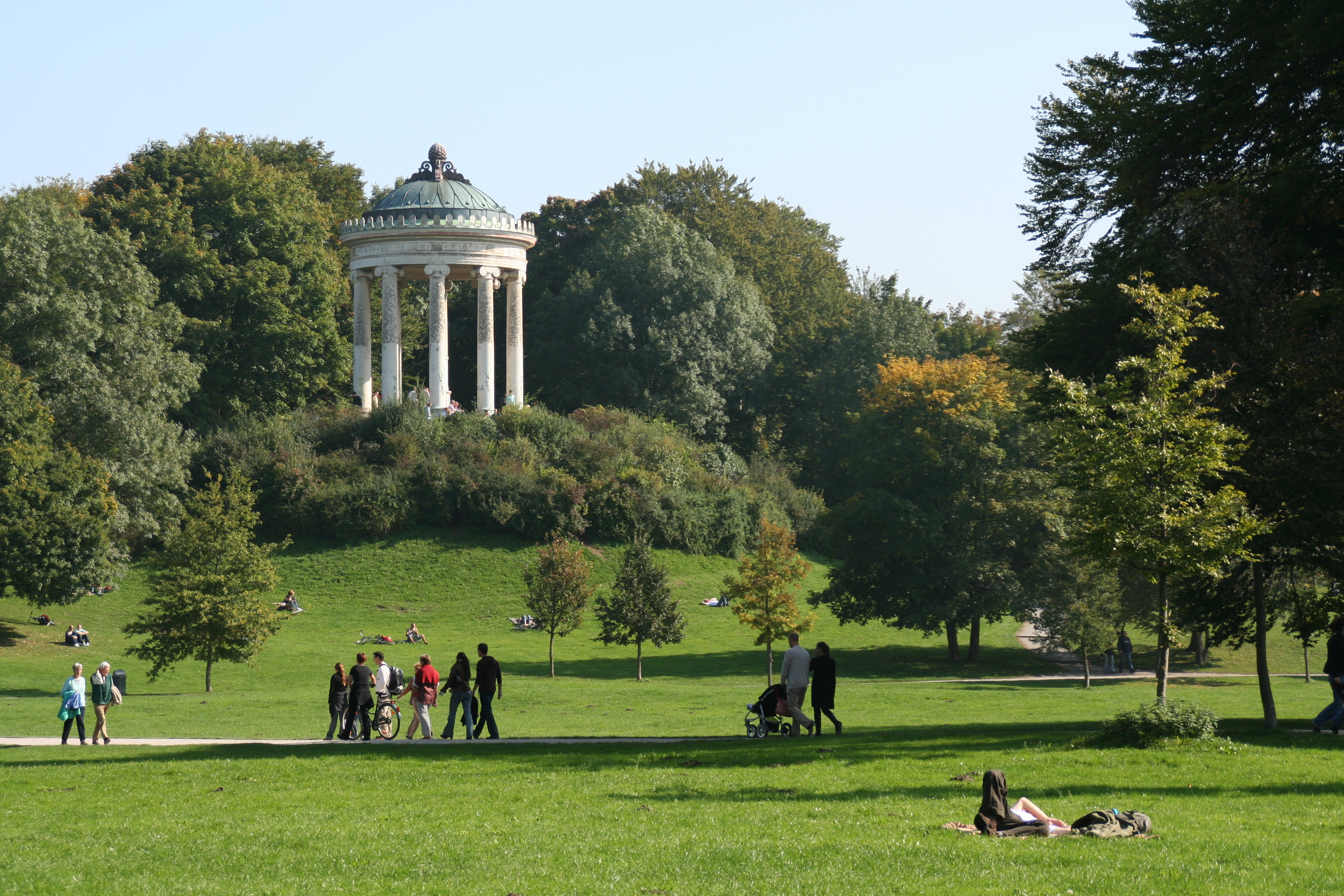
Моноптер в Английском парке

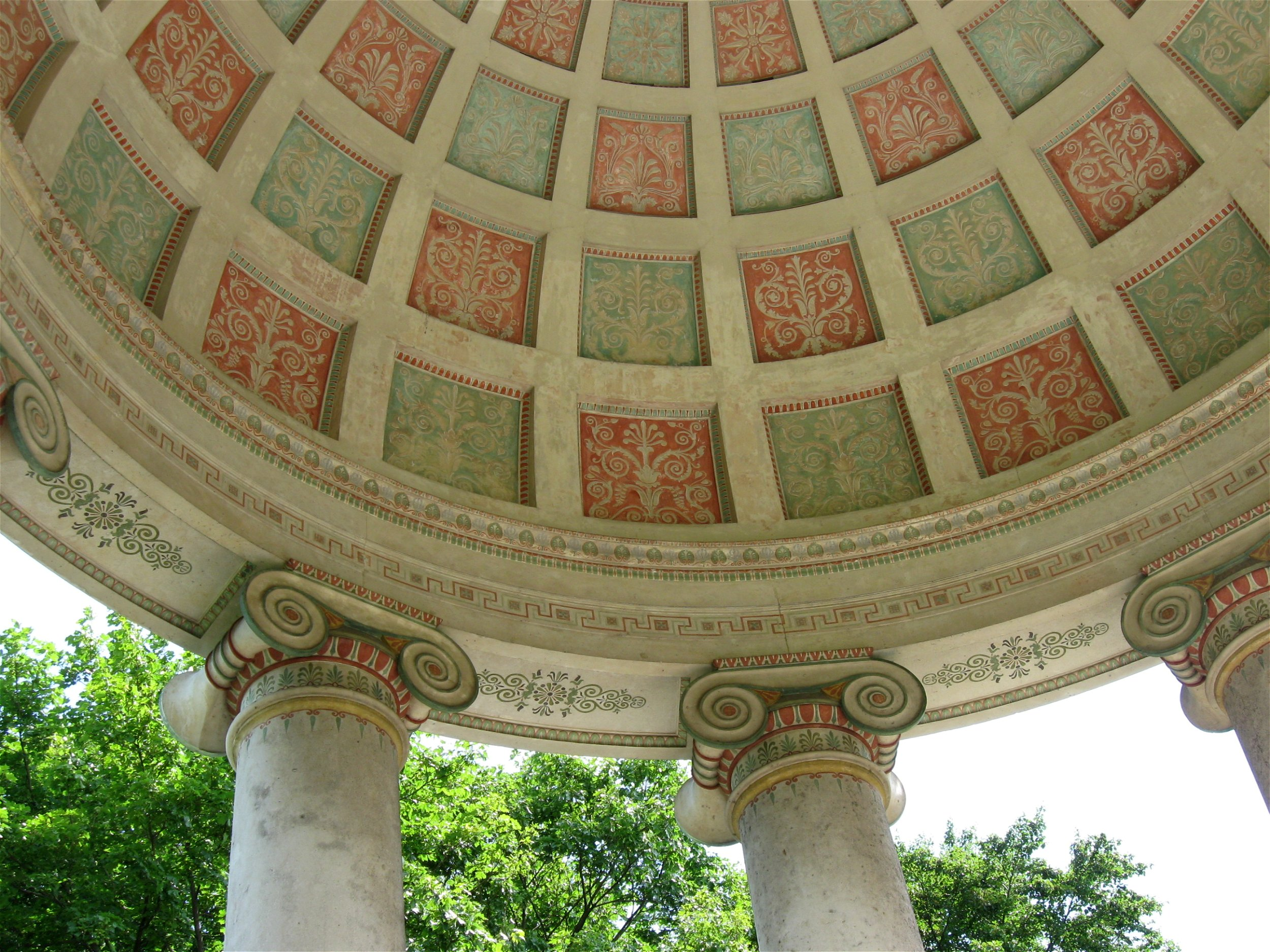
Вид купола снизу. Видна полихромная роспись камня

Моноптер — ротонда в греческом стиле, расположенная несколько южнее Китайской Башни. Своё название павильон Моноптер получил за практически точное воспроизведение архитектурной формы греческого моноптера.
Когда расположенный неподалёку от места, где ныне находится Моноптер, Храм Аполлона был разрушен временем, у фон Шкеля возникла идея строительства нового храма. Впоследствии на основе этой идеи была запланирована постройка нового храма Аполлона (позже от этого названия отказались). Этот небольшой, высотой в 16 метров храм в греческом стиле неподалёку от Китайской Башни был построен в 1836 году архитектором Лео фон Кленце. Его основой является холм высотой 15 метров, насыпанный в 1832 году по заданию племянника основателя парка, Карла Августа Шкелля, бывшего тогда директором парка. Для создания холма использовался строительный мусор, оставшийся после строительства Мюнхенской резиденции. Строительство холма и храма было закончено в 1836 году. Куполообразная крыша храма поддерживается 10 ионическими колоннами. Особенностью Моноптера является полихромная роспись камня, которой в тот момент интересовался Лео фон Кленце. Он использовал Моноптер как объект для испытаний этого метода.

#### Японский чайный домик

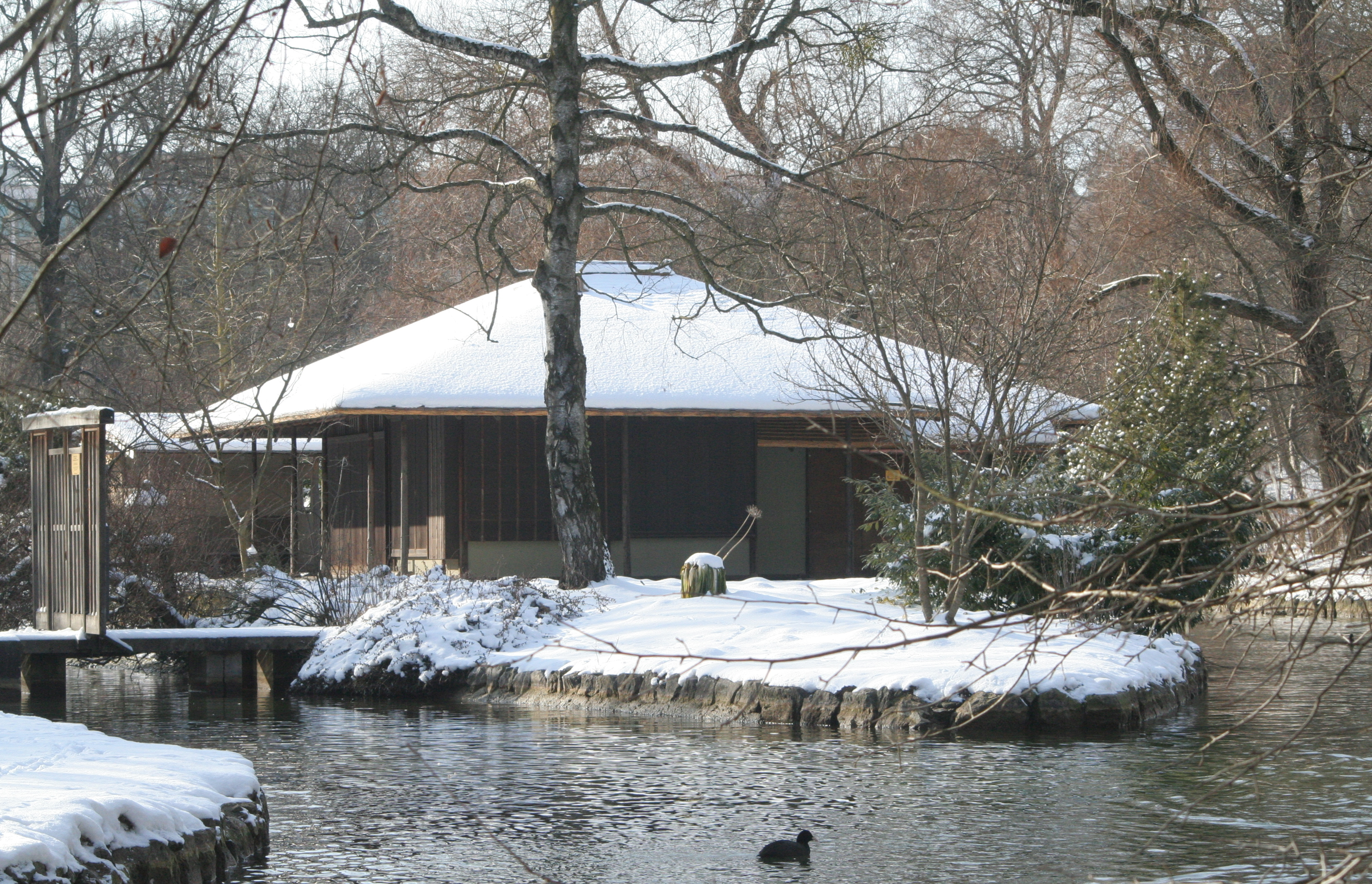
Японский чайный домик зимой

Японский чайный домик (нем. Japanisches Teehaus) был построен к Олимпийским играм 1972 года, в честь партнёрства с японским городом Саппоро. Японский чайный домик и японский сад построены на острове, созданном в 1969 году посреди расширенного в этом месте до небольшого озера Швабингербаха. Чайный домик был подарком, сделанным для Баварии Сосицу Сэном, главой чайной школы Урасэнкэ из Киото. Дизайнерами домика выступили Сосицу Сэн и Мицуо Номура. В японском чайном домике происходят регулярные японские чайные церемонии.

#### Памятник Фридриху Людвигу Шкелю

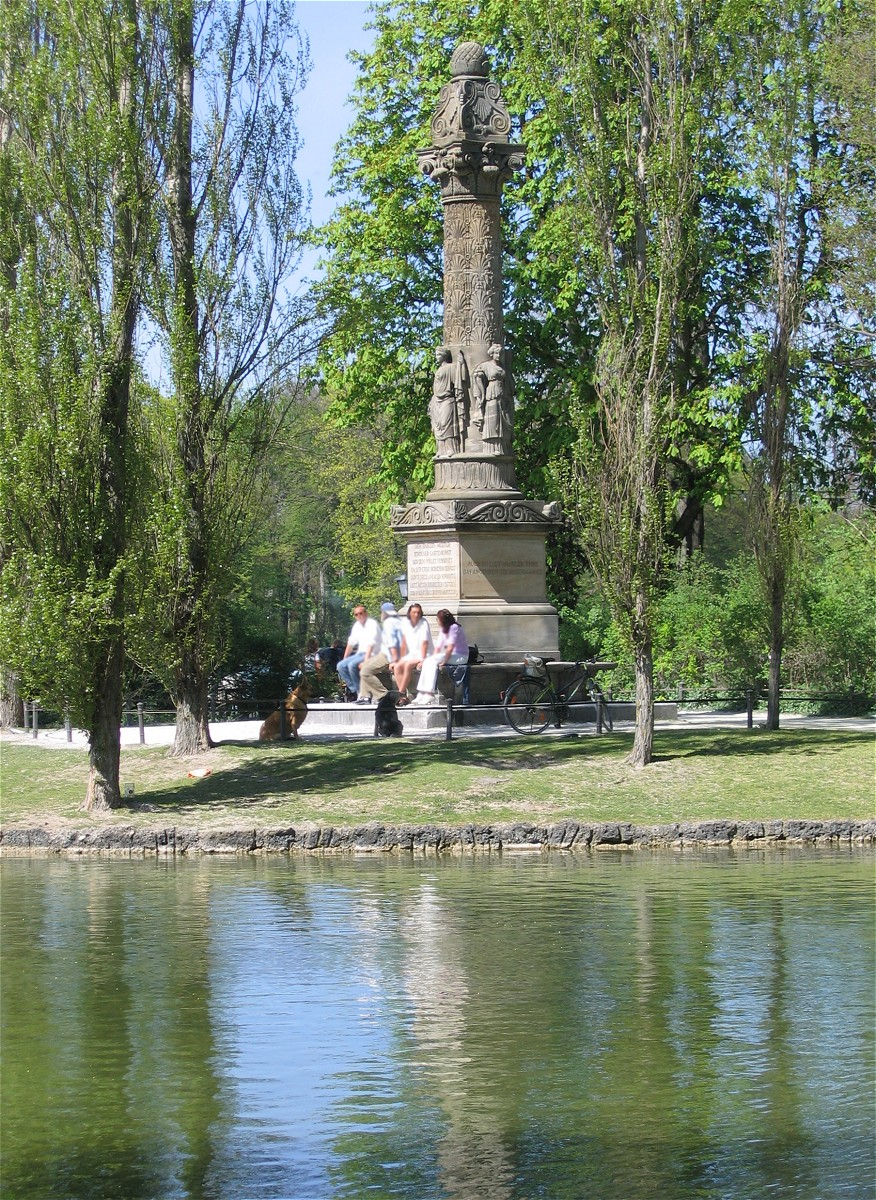
Памятник Фридриху Людвигу Шкелю

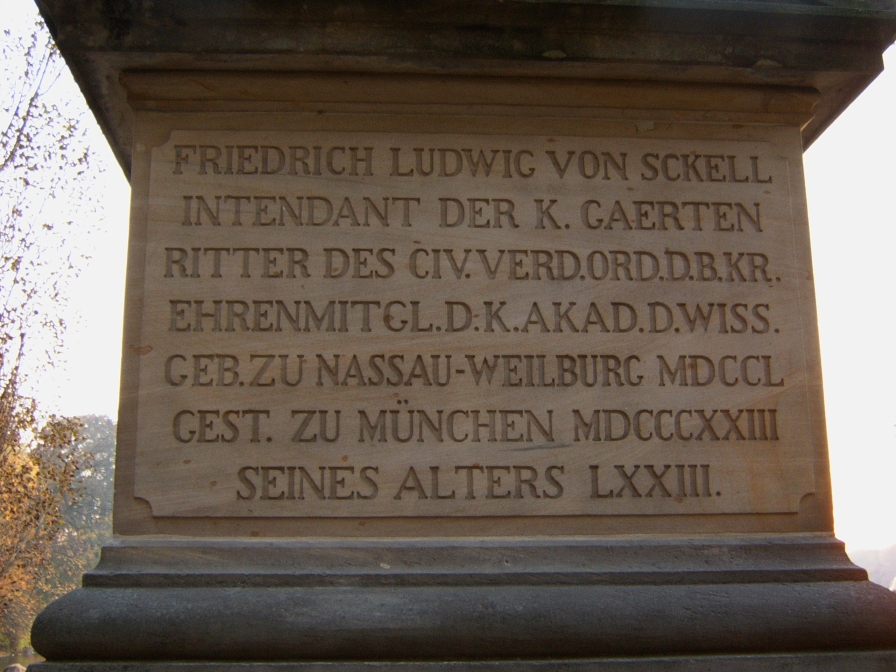
Надпись на памятнике Фридриху Людвигу Шкелю

Памятник Фридриху Людвигу Шкелю, основателю парка, расположен на берегу озера Кляйнхессенлое. Памятник был построен в 1824 году по указанию короля Макса I Йозефа по эскизу Лео фон Кленце скульптором Эрнстом фон Банделем из песчаника. С четырёх сторон колонны расположены женские фигуры, символизирующие четыре времени года. На основании монумента расположены следующие надписи: нем. «Dem sinnigen Meister schöner Gartenkunst der sein volles Verdienst um der Erde reinsten Genuss durch diese Anlagen krönte ließ diesen Gedenkstein setzen, sein König Max Joseph 1824». (Чувственному мастеру прекрасного садового искусства, высшим воплощением заслуг которого является этот парк, ставлю я этот памятник, его король Макс Йозеф 1824). Внизу нем. «Erneuert im Jahre 1939» (Отреставрировано в 1939 году). На северо-восточной стороне: нем. «Friedrich Ludwig von Sckell Intendant der K. Gaerten Ritter des Civ. Verd. Ord. D.B.KR. Ehremnitgl. D. Kk. Akad. D. Wiss. Geb. zu Nasau-Weilburg 1750 gest. zu München 1823 seidnes Alters 73». На северо-западной стороне: нем. «Staub vergeht der Geist besteht». (Пыль проходит, дух остаётся.)

#### Румфордхаус

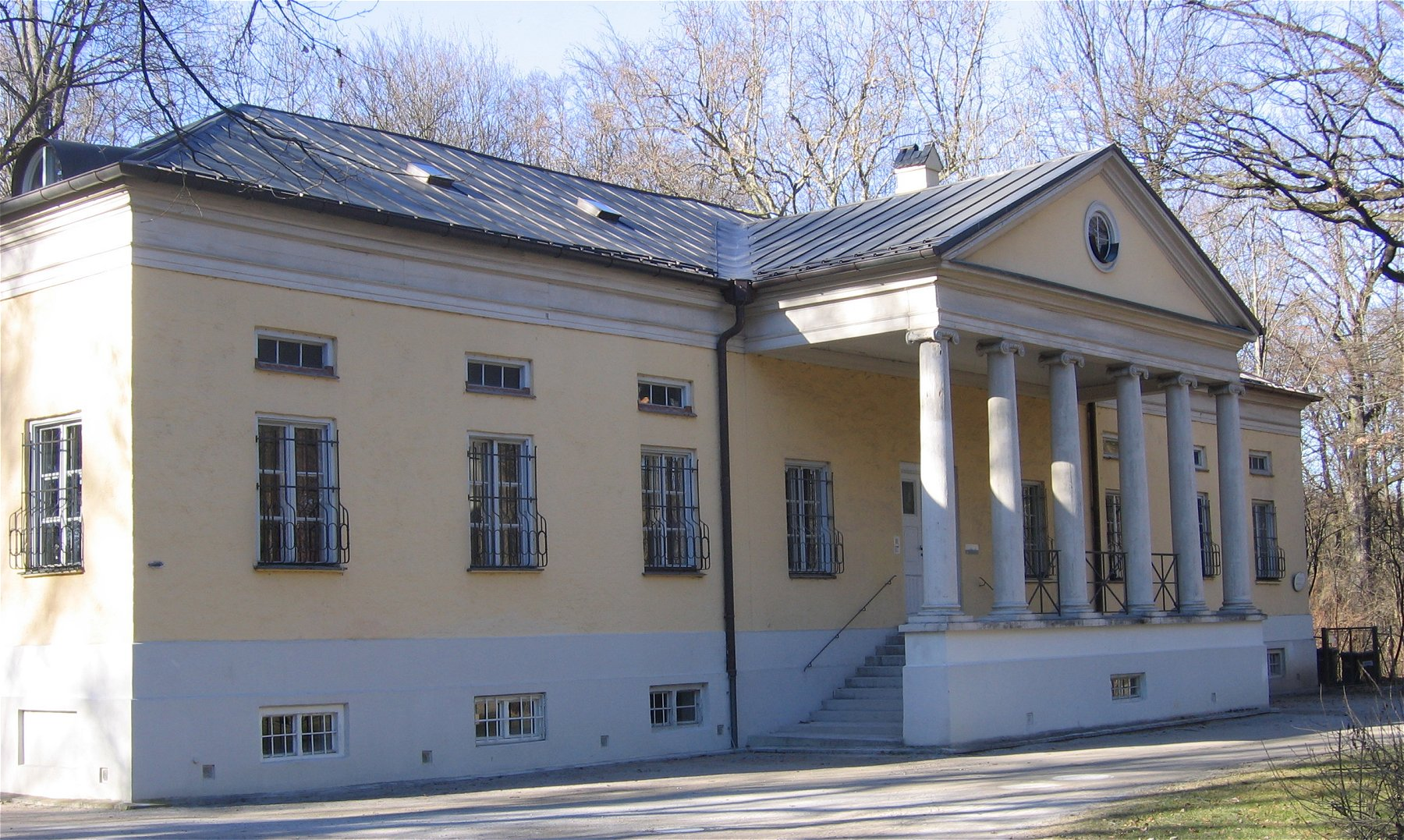
Румфордхаус

Румфордхаус (нем. Rumfordhaus) — здание в палладинском стиле, построенное в 1791 году неподалёку от Китайской башни. Во время строительства здание было известно как «großer Saal» (большой зал) или «Militärsaal» (военный зал); но позже было переименовано в честь основателя парка Бенджамина Томсона, графа Румфорда. Изначально в здании находилось офицерское казино. Здание имеет 30 м в длину и 10 м в ширину, спереди и сзади есть портик с шестью ионическими колоннами. Зал здания, украшенный множеством зеркал, которые дали ему название «Spiegelsaal» (зеркальный зал), имеет место для 150 человек. Сейчас там находится детский сад и группы для детей младшего школьного возраста.

#### Каменная скамья

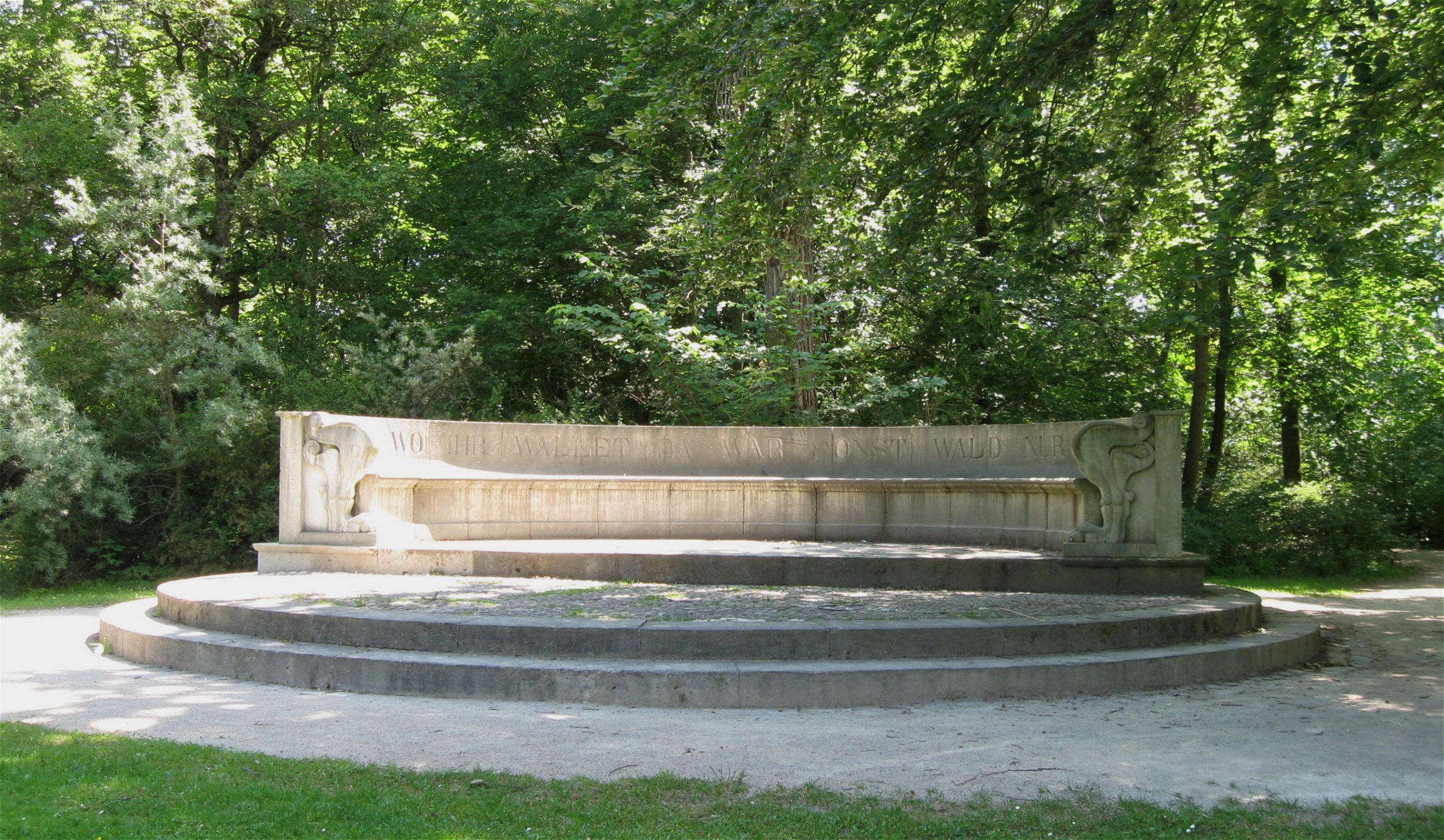
Каменная скамья, созданная Лео фон Кленце

До постройки Моноптера несколько южнее Китайской башни на берегу Айсбаха стоял небольшой круглый храм. Созданный Йоханом Бабтистом Лехнером и построенный в 1789 году, он стал известен как храм Аполлона, после того как в 1791 году в нём была установлена статуя Аполлона работы Йозефа Непопука Мукселя. Фундамент храма был выполнен из туфа, сам же храм был сделан из дерева и в начале XIX века был разрушен гниением. На его месте в 1838 году Леон фон Кленце построил каменное возвышение, каменную скамейку (нем. Steinerne Bank), снабдив её надписью: «Hier wo Ihr wallet, da war sonst Wald nur und Sumpf» («Здесь, где вы бродите, были раньше лишь лес да болота»). Круглый фундамент храма послужил фундаментом для скамейки.

### Северная часть

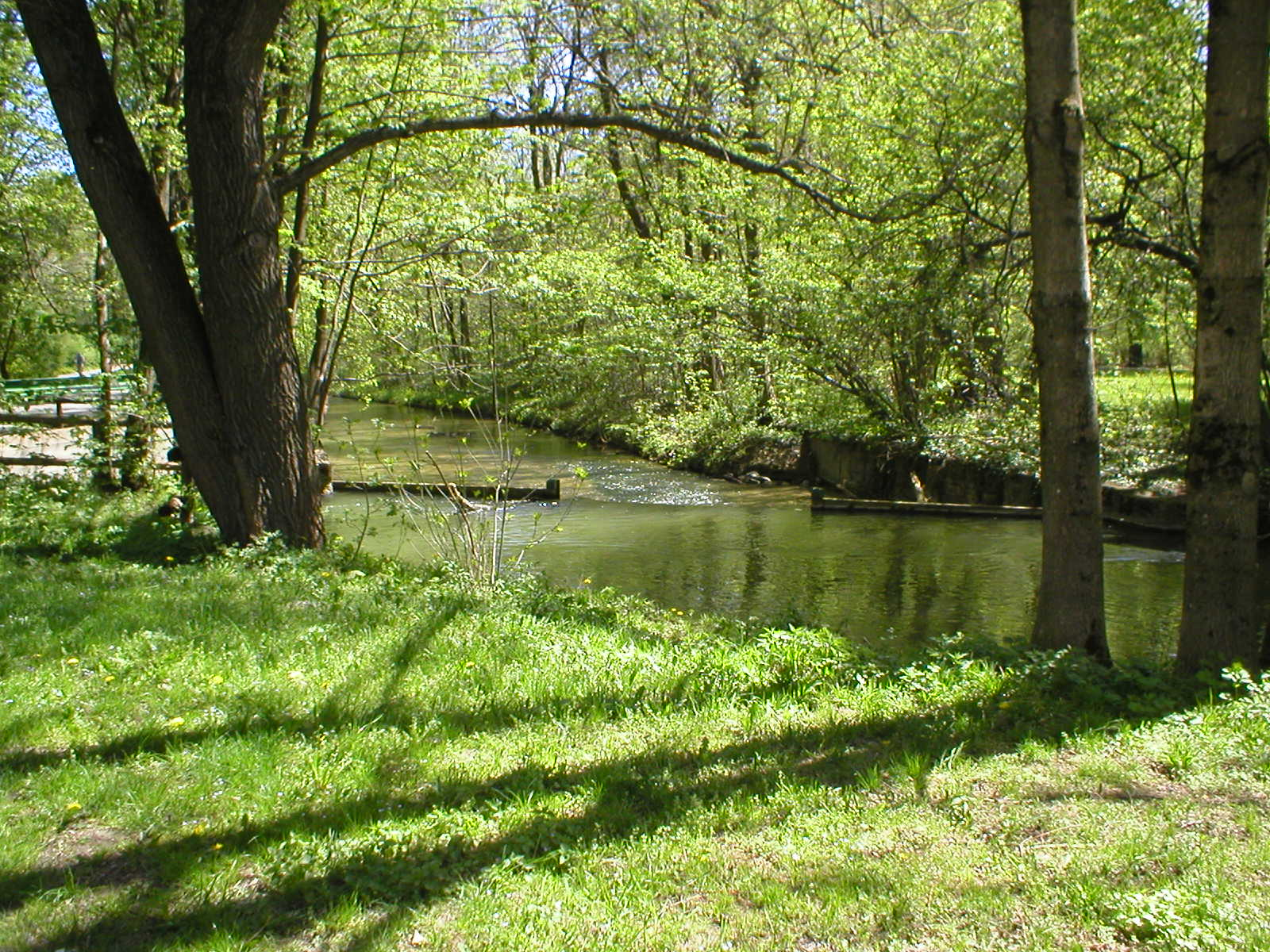
Швабингер бах в Хиршау, северной части парка

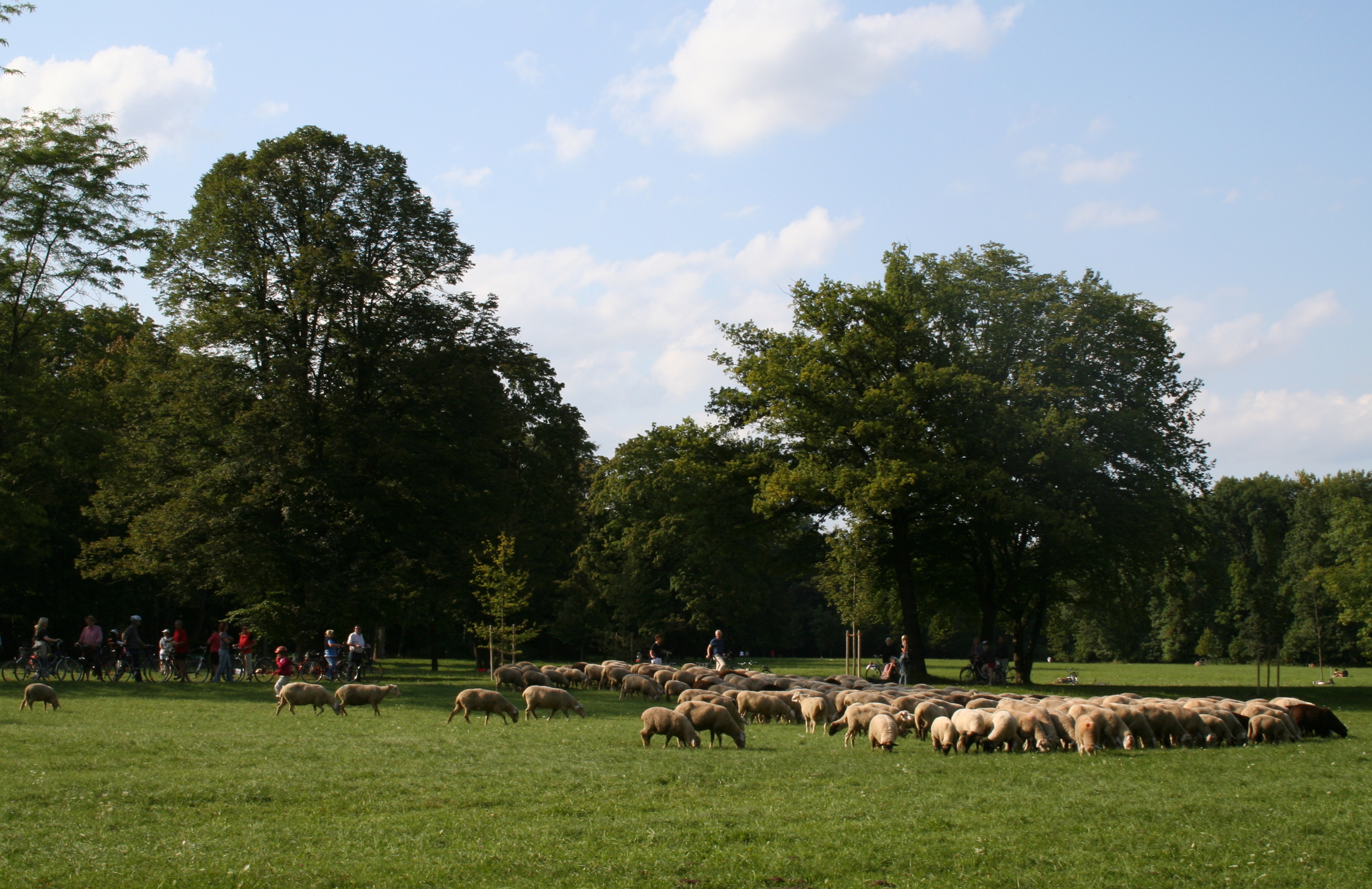
Овцы, выпасаемые летом в Хиршау

Северная часть парка (также известная как Хиршау (нем. Hirschau), что в переводе означает Оленья долина) даже в самый жаркий день сохраняет характер тихого и спокойного городского леса. Множество пешеходных и велосипедных дорожек располагают к пешим и велосипедным прогулкам. На берегах Изара в районе Хиршау можно найти места для гриля. Хиршау значительно менее популярно среди туристов, чем южная часть парка — в первую очередь из-за значительной удалённости от традиционных туристических маршрутов. В северной части парка Оберстъегермайстербах образует несколько прудов, являющихся местом обитания многих видов водоплавающих птиц. На некоторых полянах Хиршау летом выпасают овец.

#### Мост Сант-Эммерам

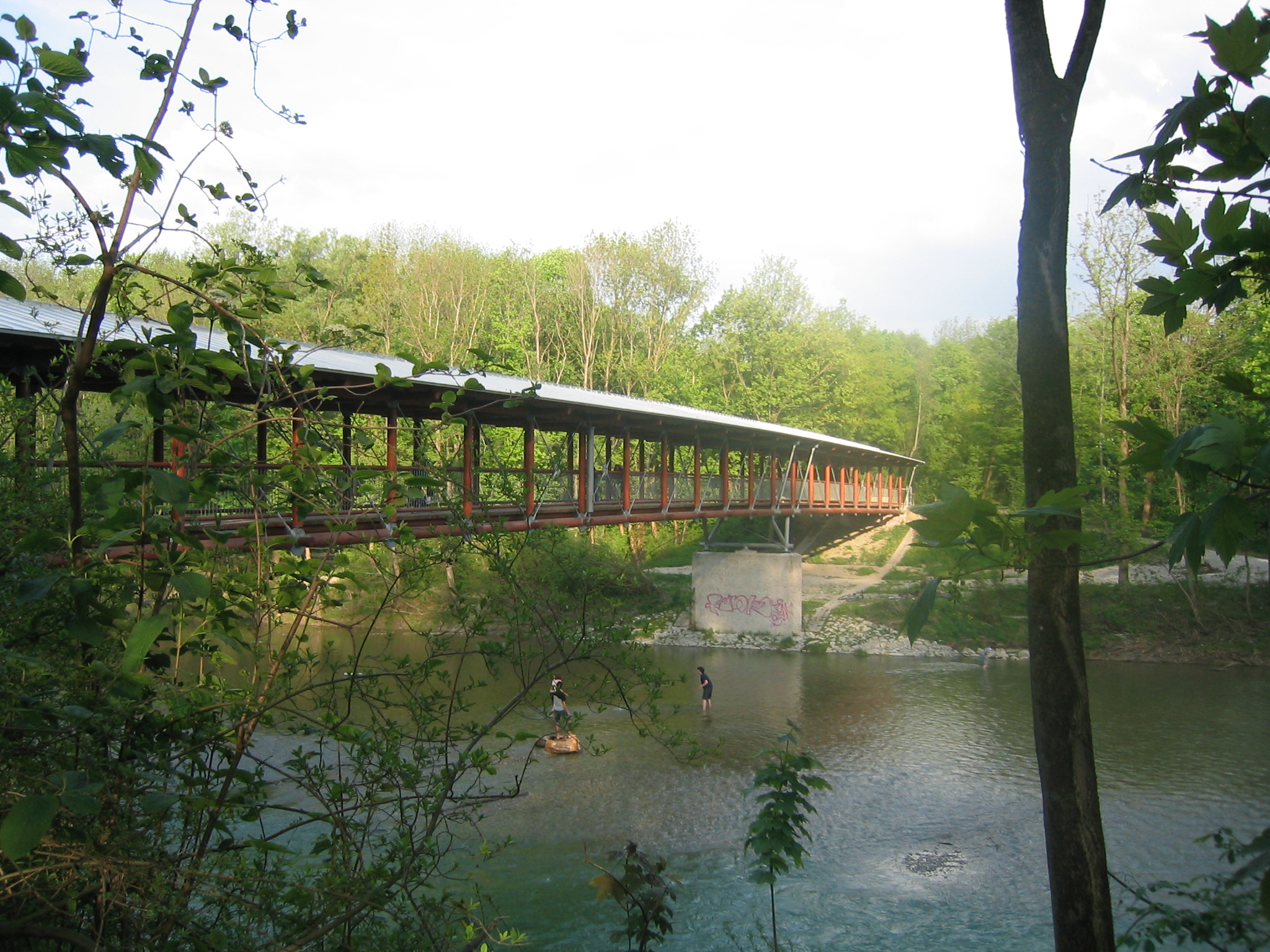
Мост Сант Эммерам

Мост Сант-Эммерам (нем. St. Emmeram Brücke) соединяет северную часть Английского парка и находящийся на правом берегу Изара район Мюнхена Сант-Эммерам. Мост предназначен исключительно для пешеходов и велосипедистов. Он выполнен из дерева и накрыт металлическим навесом. Длина моста составляет 96 метров. На месте моста Сант Эммерам существовал мост ещё до основания Мюнхена. Однако в Средние века он был разрушен. В 1978 году был создан деревянный мост, который сгорел 3 сентября 2002 года в результате поджога.
Мост был восстановлен и открыт 22 декабря 2004 года.

#### Амфитеатр

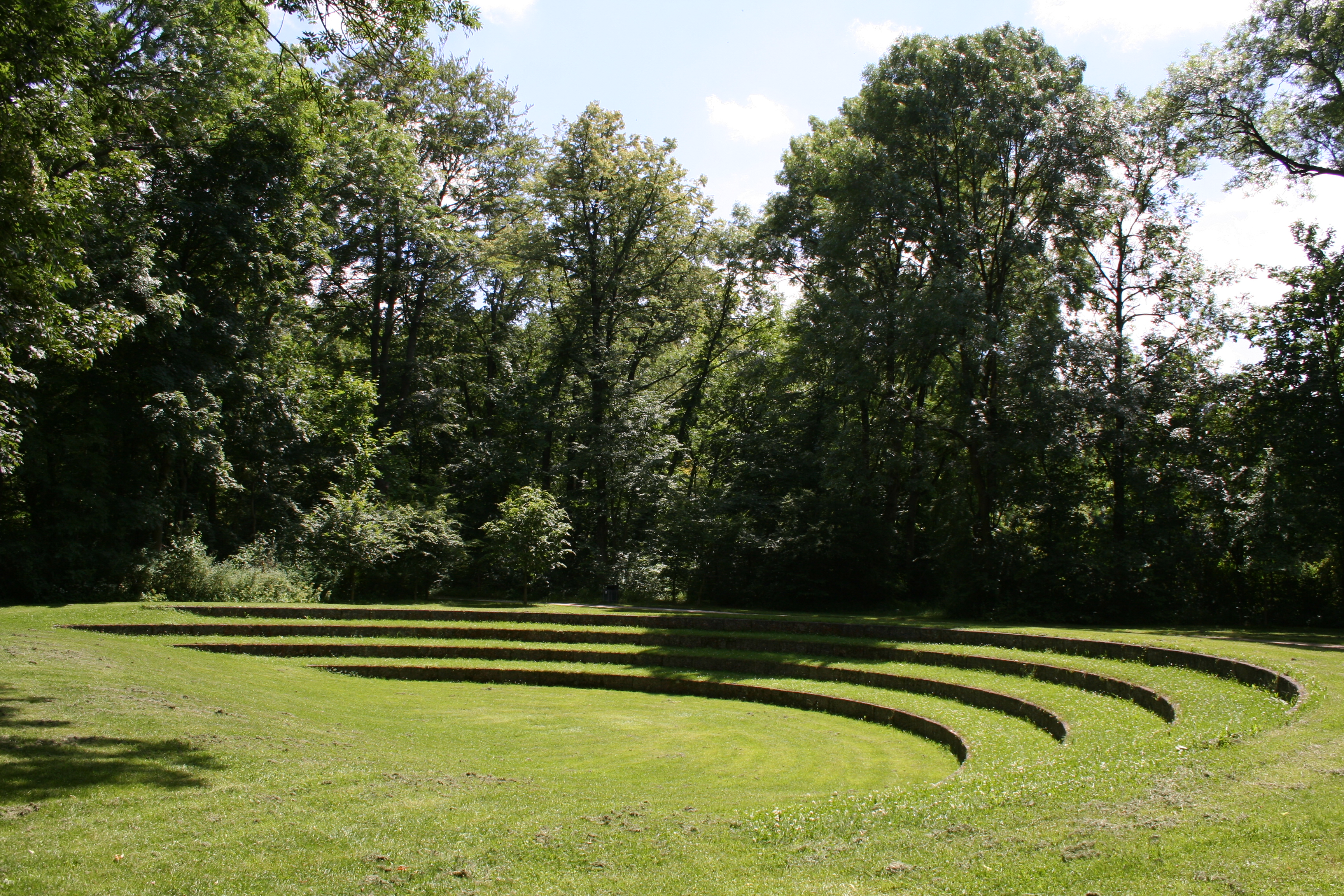
Амфитеатр в Английском парке

Первый Амфитеатр в Английском парке был построен в 1793 году и существовал до 1807 года, был расположен несколько севернее Румфордхауса и использовался в основном для демонстрации фейерверков. Новый амфитеатр был построен в 1984/85 годах на другом месте, в Хиршау, примерно посредине пути от пивного сада Хиршау к пивному саду Аумайстер, недалеко от Оберстъегермайстербаха, на уровне Северного кладбища и станции метро Альте Хайде. Летом там проводятся спектакли на открытом воздухе для всех желающих. Как правило, вход на спектакли бесплатный.

#### Электростанция Тиволи

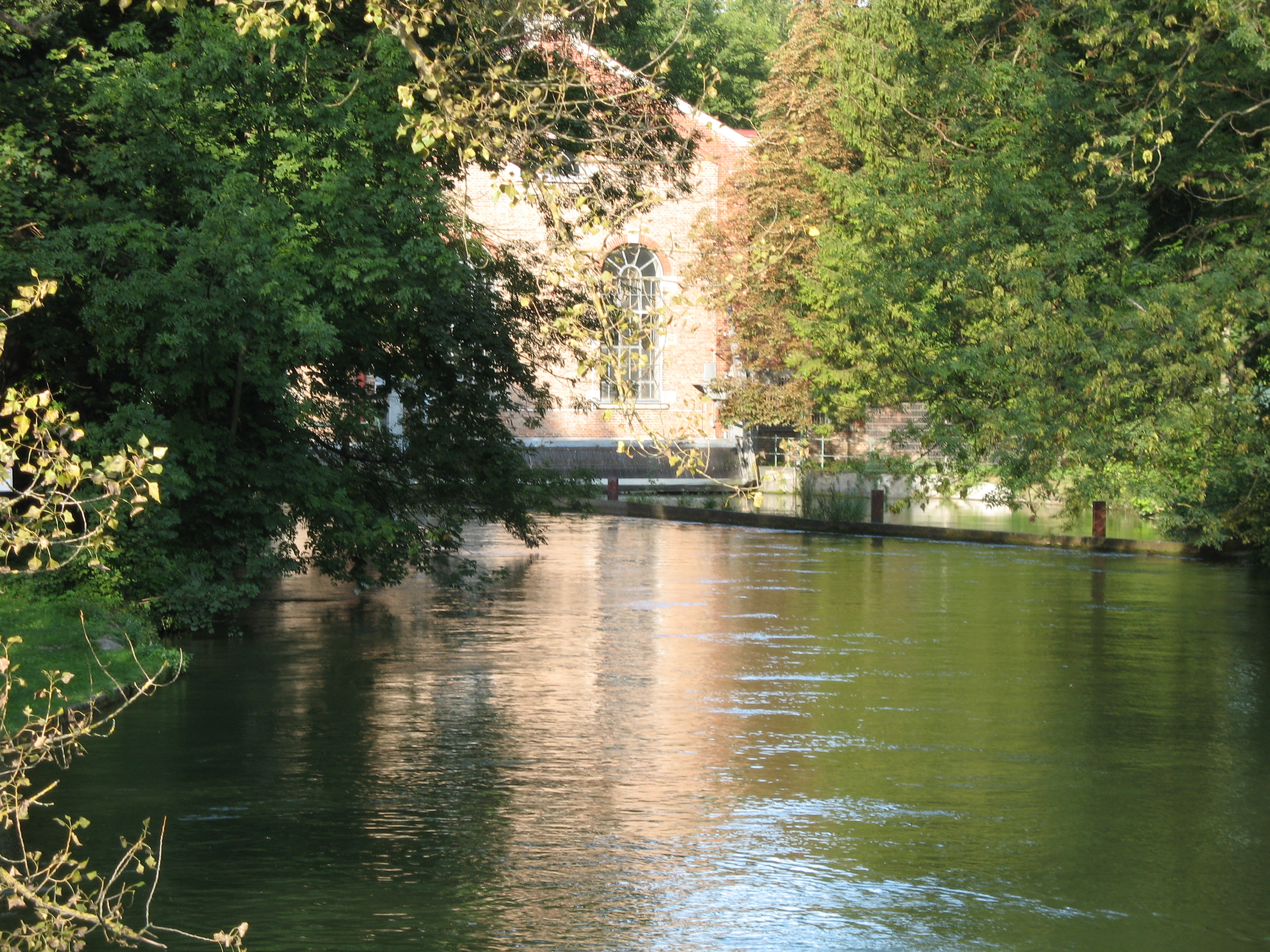
Электростанция Тиволи

Электростанция Тиволи (нем. Tivoli-Kraftwerk) — историческая гидроэлектростанция на Айсбахе недалеко от его впадения в Изар. Построена в 1897 году и расширена в 1901 году. Использовалась для питания машиностроительного завода Маффея. Начиная с 1948 года, остановленная электростанция стала использоваться для выставок и других мероприятий.
В 1985 году электростанция была объявлена памятником архитектуры. Одновременно с этим электростанция была модернизирована, две из трёх турбин были заменены на современные. Оставшаяся старая турбина всё ещё может быть запущена в работу для демонстрационных целей. Модернизированные турбины были запущены в ход и производят около 800 киловатт-часов электроэнергии, что позволяет обеспечивать около 1700 мюнхенских семей электричеством.

## Инфраструктура

### Транспорт

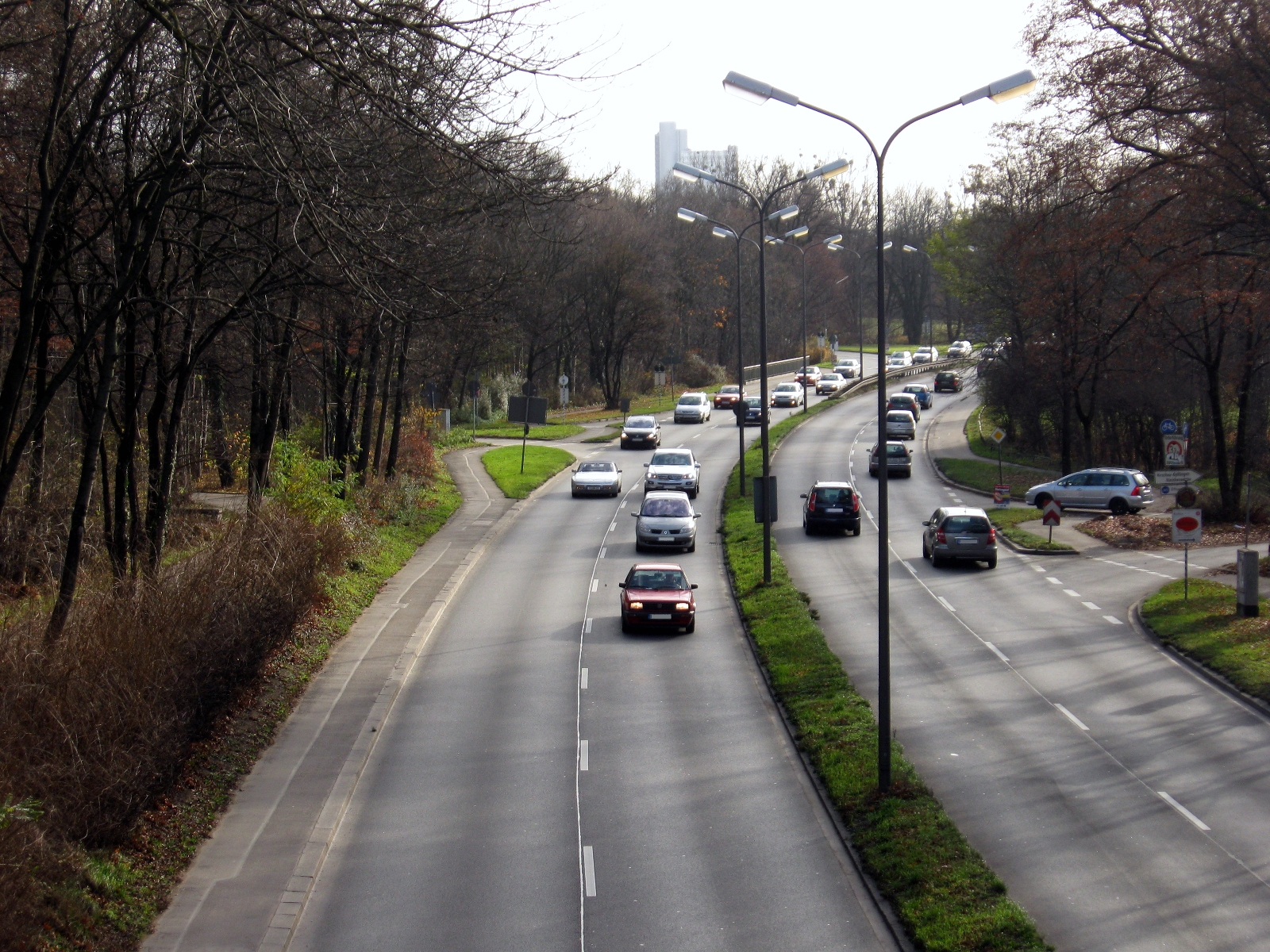
Среднее городское кольцо у Английского парка, вид с пешеходного моста

Параллельно южной части парка проходят линии U3 и U6 мюнхенского метро, параллельно северной — линия U6. К парку можно пройти от любой станции между «Odeonsplatz» и «Studentenstadt». Помимо метро, до южной части парка можно дойти от Мариенплац за 10 минут пешком или доехать на 17-том трамвае или автобусе линии 100 до остановки «Haus der Kunst». К Китайской башне можно доехать автобусами 54 и 154 до остановки «Chinesicher Turm».
Сквозь Английский парк проходят две автомобильные дороги: городское среднее кольцо, выполненное по автобанному типу, которое рассекает парк на северную и южную половину и по которому можно быстро добраться на автомобиле до парковок пивных садов Хиршау и Зеехаус, и Тиволиштрассе, по которой разрешено лишь движение такси и автобусов и которая проходит сквозь парк от станции метро Гизелаштрассе до Китайской башни.
Планируется строительство трамвайной линии, идущей через территорию парка, по маршруту современных автобусов линий 54 и 154. Поскольку строительство трамвайной контактной сети было запрещено, чтоб не портить внешний вид парка, для мюнхенского трамвайного парка был заказан один трамвайный состав, который способен преодолеть 1 километр при помощи аккумуляторов. Если тестовые поездки этого трамвая пройдут успешно, будет проводиться планирование трамвайных путей по территории парка.

### Пивные сады

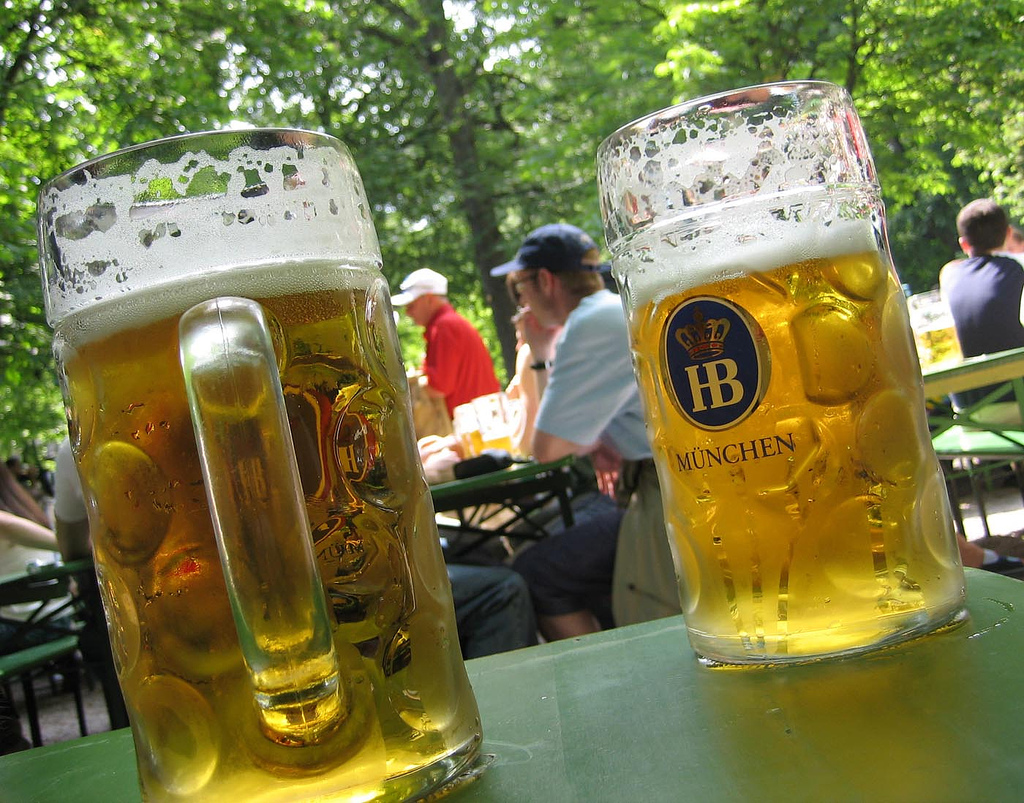
Пиво в пивном саду у Китайской башни

В Английском саду находятся четыре больших пивных сада, а также несколько ларьков, где также можно купить пиво, бублики, мороженое. В каждом пивном саду есть широкий выбор блюд баварской кухни и одна из марок мюнхенского пива. Во всех пивных садах предлагается своя марка пива.

#### Пивной сад у Китайской башни

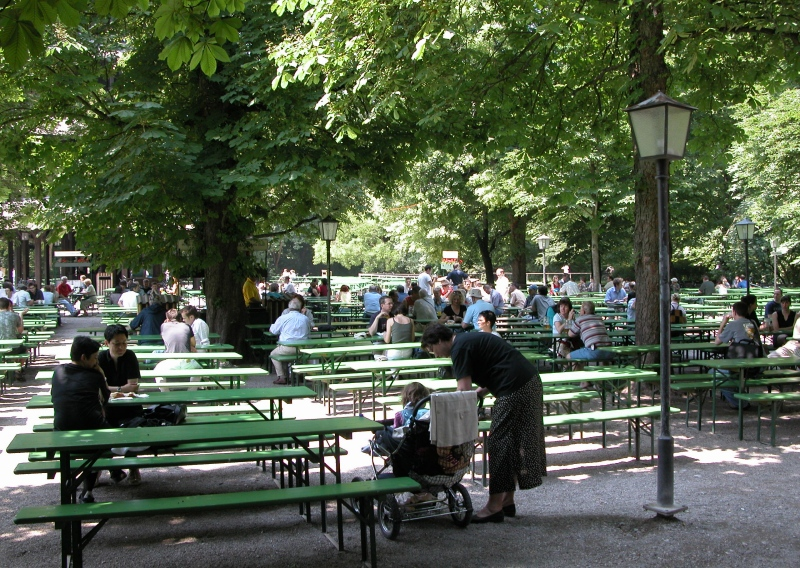
Пивной сад у Китайской башни

Пивной сад у Китайской башни — второй по размеру в Мюнхене. Вместимость его составляет около 7000 посетителей. Здесь подают пиво Hofbräu. Ресторан у Китайской башни был основан ещё в 1789 году под названием Chinesische Wirtschaft (Китайский ресторан) и с тех пор не прекращал свою работу. Первоначальное деревянное здание в 1912 году было заменено современным каменным, сохранившим оригинальный внешний вид. Для посетителей играет духовой оркестр, для детей доступна деревянная ностальгическая карусель и детская площадка.

#### Зеехаус

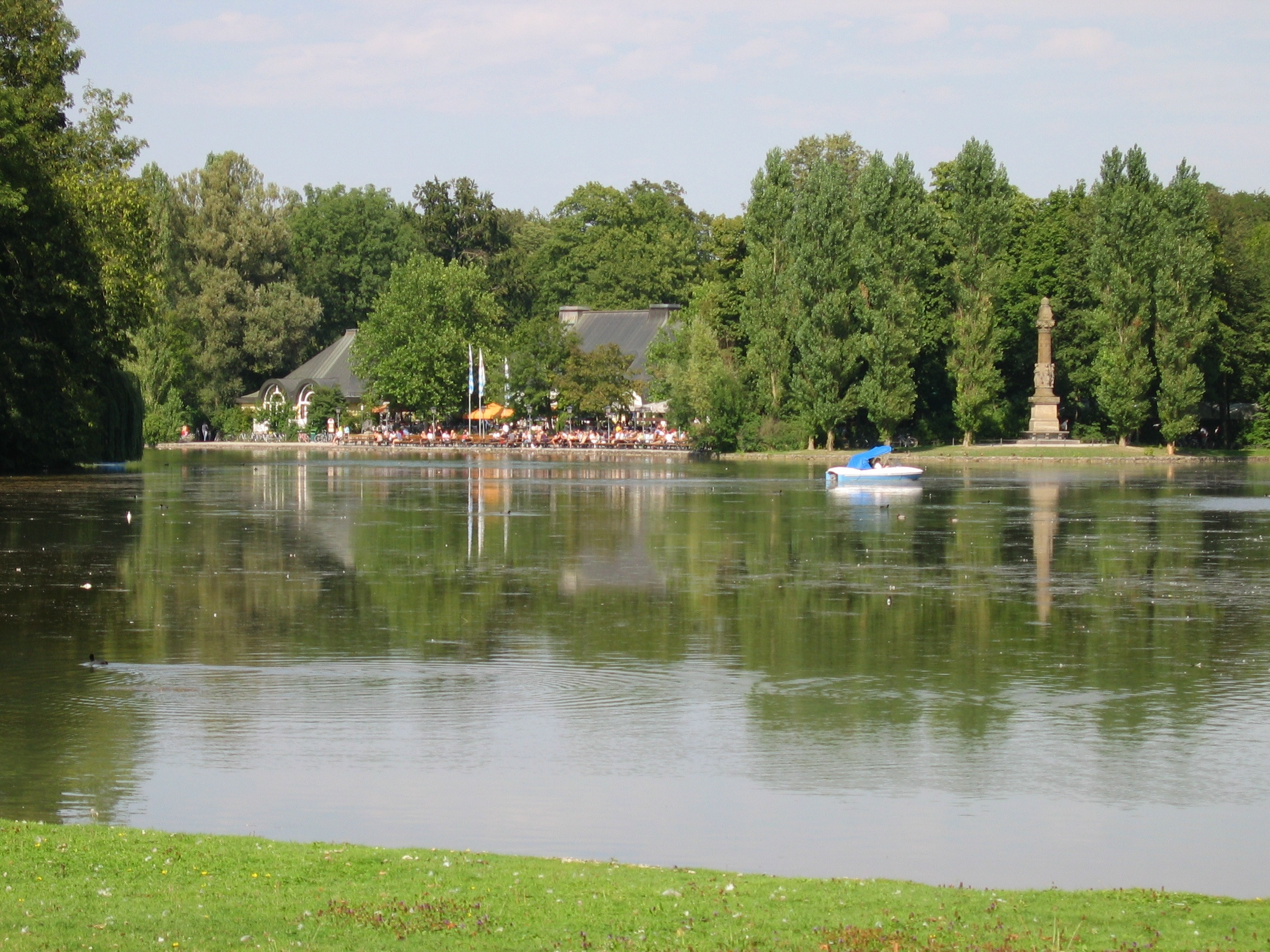
Вид на Зеехаус и памятник фон Шкелю

Зеехаус (нем. Seehaus), в переводе «Дом у озера», пивной сад и ресторан на берегу озера Клейнхессенлое. В нём могут найти место 2500 посетителей. Подаваемое пиво — Paulaner. Считается одним из лучших и шикарных пивных садов Мюнхена, куда приходят для того, чтоб увидеть и быть увиденным. Непосредственно возле Зеехауса находится лодочная станция, где можно взять напрокат лодки и водные велосипеды. Для детей доступна детская площадка. Возник вскоре после создания озера Кляйнхессенлое, вначале как импровизированное место по продаже пива для работников парка, после стал предлагать более широкий выбор напитков и пищи, став популярным местом отдыха гуляющих в парке. В 1882—1883 годах Габриэлем фон Зайделем был построен прокат лодок, где также продавались еда и напитки. Это сооружение было заменено новым, построенным Рудольфом Хстнером в 1935 году; новое здание было с террасой, с которой открывался вид на озеро, и было очень популярным до сноса в 1970 году. Конкурс дизайна для нового здания выиграл Александр фон Бранча, с дизайном в виде японской деревни, однако этот проект был признан слишком дорогим и не был реализован. В течение 15 лет сервис в пивном саду обеспечивался из временных сооружений, после чего в 1985 году было построено современное здание Зеехауса, по проекту Эрнста Хюрмана и Людвига Видемана.

#### Хиршау

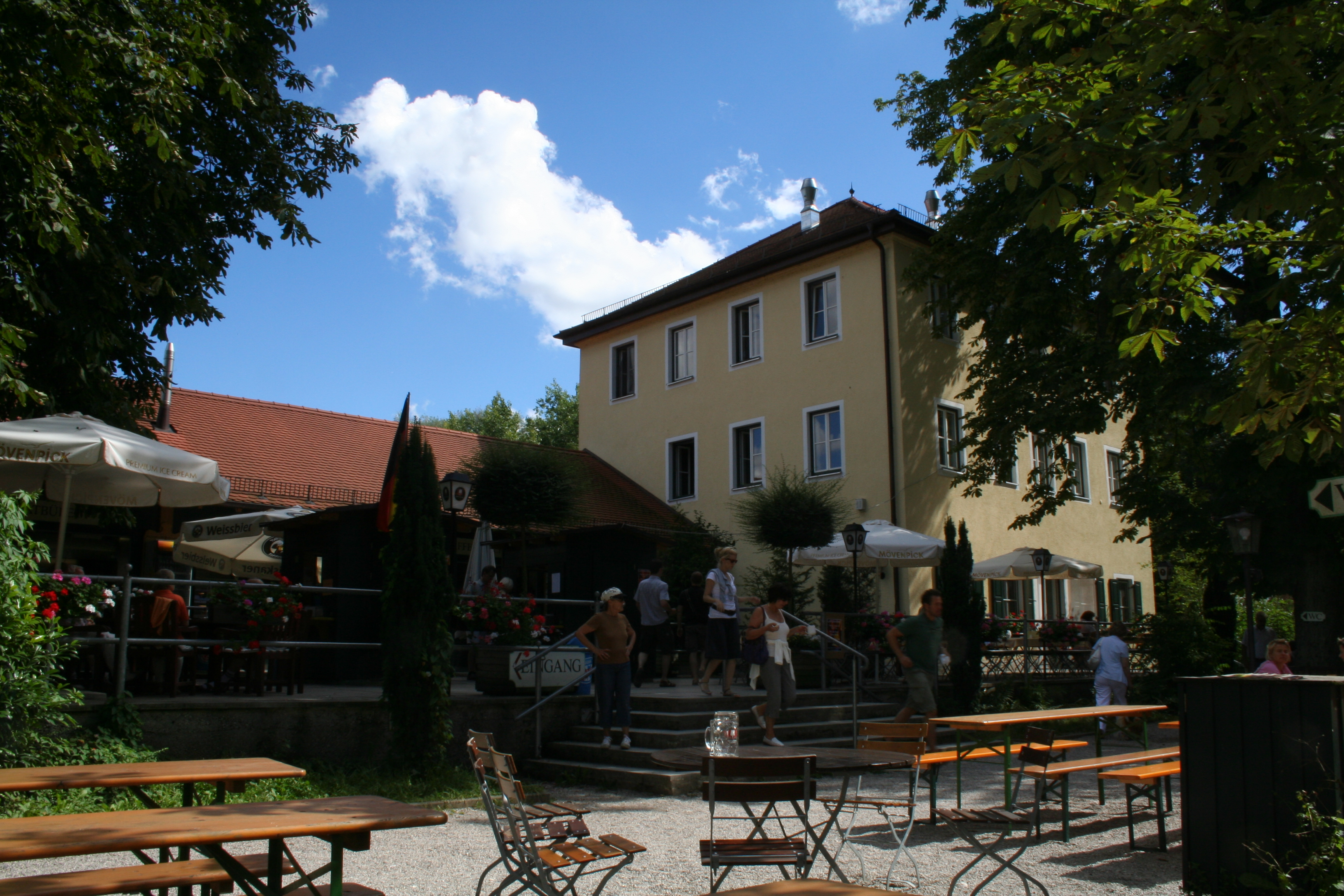
Пивной сад Хиршау

Пивной сад Хиршау (нем. Hirschau), находится неподалёку от Зеехауса (достаточно просто перейти через мостик над автобаном), в южной части Хиршау, от которого он и получил своё название. В пивном саду достаточно мест для более чем 1700 посетителей. В то время как в Зеехаусе или у китайской башни значительная часть посетителей является туристами, в Хиршау, находящемся чуть в стороне от туристических маршрутов, большая часть посетителей — жители Мюнхена. Пивной сад и ресторан были отреставрированы в 2001 году и с 2002 года вновь доступны для посетителей. В Хиршау подают пиво Spaten.

#### Аумайстер

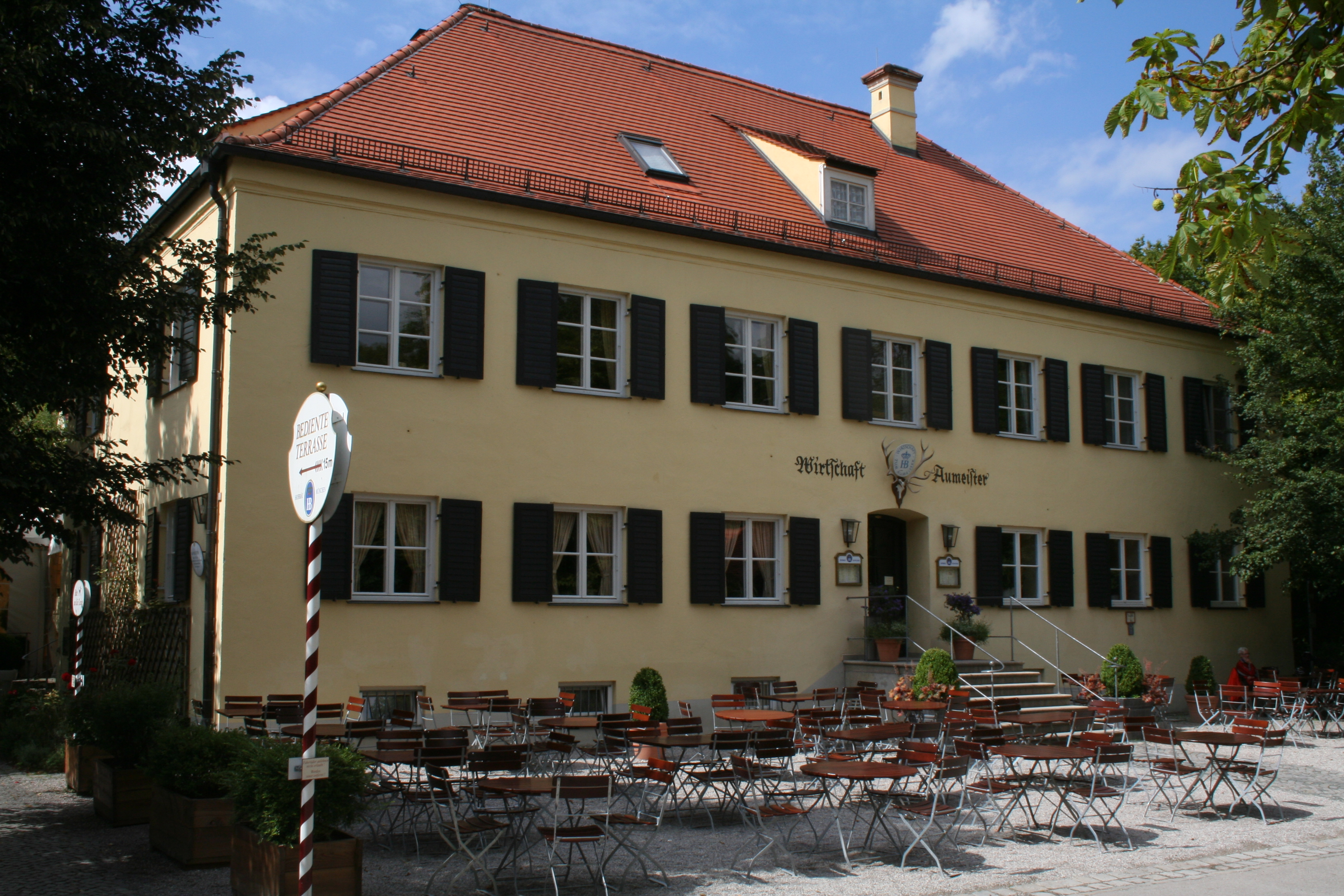
Здание Аумайстер, сохранившееся с 1810 года

Пивной сад Аумайстер (нем. Aumeister) находится на самом севере Хиршау, неподалёку от Студенческого городка. Пивной сад, в котором достаточно места для 2000 посетителей, был основан в 1810 году как охотничий домик, тогда же было отстроено основное здание, сохранившееся по сей день. При пивном саду имеется большая детская площадка
, что делает его особенно привлекательным для посетителей с детьми. Как и Хиршау, Аумайстер посещается по большей части жителями Мюнхена, так как находится достаточно далеко от туристических центров. В Аумайстере подают пиво Hofbräu.

### Чистота в парке

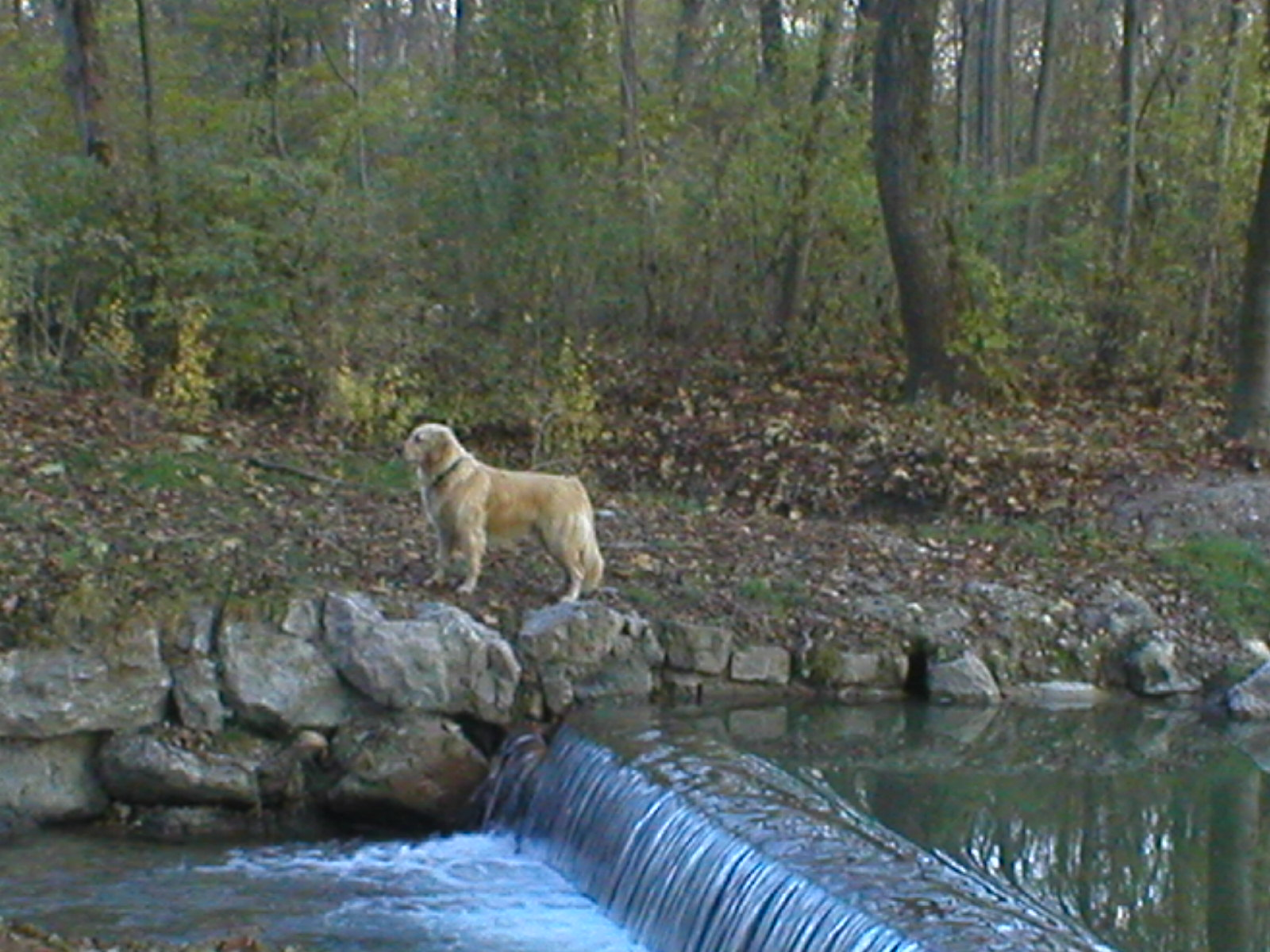
Собака на берегу ручья в Английском парке (в Хиршау)

Несмотря на огромное число посетителей, в парке достаточно чисто и ухоженно. Достигается это, в частности, тем, что посетителям предоставляется возможность самим внести вклад в чистоту парка.
На каждом входе в парк все желающие собаководы могут найти бесплатные пакетики для отходов жизнедеятельности своих питомцев. Вышеупомянутые отходы просто складываются владельцами собаки в пакетик и выбрасываются в урну.
Таким образом, на лужайки Английского парка попадает сравнительно немного экскрементов.

## Натуризм в Английском парке

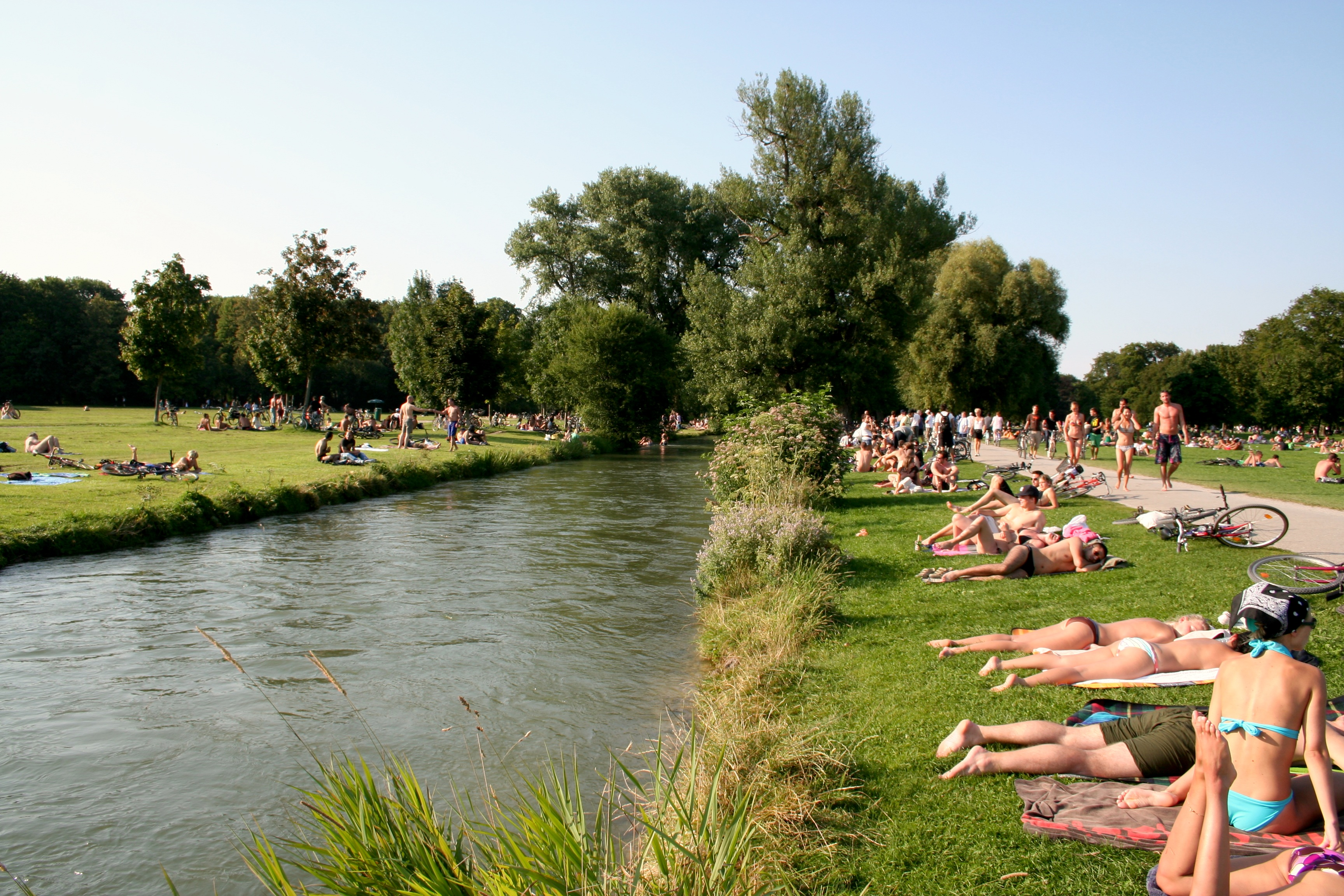
Летом на берегу Швабингербаха

В 1980-х Английский парк прославился на весь мир нудистами, загорающими на берегах Швабингербаха прямо в центре Мюнхена, однако первые натуристы в Английском парке появились ещё в конце 70-х годов XX века. Благодаря публикациям в «Нью-Йорк таймс» на эту тему в 1980-х годах в Мюнхен устремилось множество туристов только лишь для того, чтобы увидеть собственными глазами обнажённых загорающих людей в центре баварской метрополии. Официально натуристы могут загорать в Английском парке на Шонфельдвизе (нем. Schönfeldwiese), находящейся в южной части парка, между Швабингербахом и западной границей парка, а также в так называемой «Швабингской бухте» (нем. Schwabinger Bucht), в северной части парка, в районе Студенческого городка, где Швабингербах делает характерный изгиб, образуя поляну, по форме напоминающую морскую бухту. Несмотря на отсутствие формального разрешения, нудистов также можно встретить на других полянах парка и на берегах Изара, что, как правило, толерируется городскими властями.